# Jugoslovenske Železnice
Die Jugoslovenske Železnice (serbisch-kyrillisch Југословенске Железнице, Akronym JŽ-ЈЖ; bosnisch/kroatisch Jugoslavenske željeznice; mazedonisch Југословенски железници/Jugoslovenski železnici; slowenisch Jugoslovanske železnice; deutsch „Jugoslawische Eisenbahn“) waren von 1918 bis 1991 die Staatsbahnen Jugoslawiens. Sie waren eines der Gründungsmitglieder des Internationalen Eisenbahnverbandes UIC und hatten den UIC-Code 72.

## Geschichte

### Železnice Kraljevine Srba, Hrvata i Slovenaca (SHS)
| Vorgängerbahnen der SHS                                                                                               |
| --- |
| Hier fehlt eine Grafik, die leider im Moment aus technischen Gründen nicht angezeigt werden kann. Wir arbeiten daran! |

Nach dem Ersten Weltkrieg übernahm der neue gegründete Staat, das Königreich der Serben, Kroaten und Slowenen (SHS-Staat) die Eisenbahn von der Donaumonarchie und den Serbischen Staatsbahnen, woraus die erste jugoslawische Eisenbahngesellschaft, die Železnice Kraljevine Srba, Hrvata i Slovenaca (Eisenbahnen des Königreichs der Serben, Kroaten und Slowenen) entstanden. Sie hatten ein Streckennetz von 8200 km Länge, wovon 2180 km schmalspurig waren. Die Verwaltung wurde auf vier Betriebsdirektionen mit Sitz in Belgrad, Subotica, Zagreb und Sarajevo aufgeteilt. Daneben existierten eine Reihe von Privatbahnen, wie die Slavonska Podravska Željeznica (Slawonische Drautalbahn) oder die ŠIPAD.

### Jugoslovenske Državne Železnice (JDŽ)

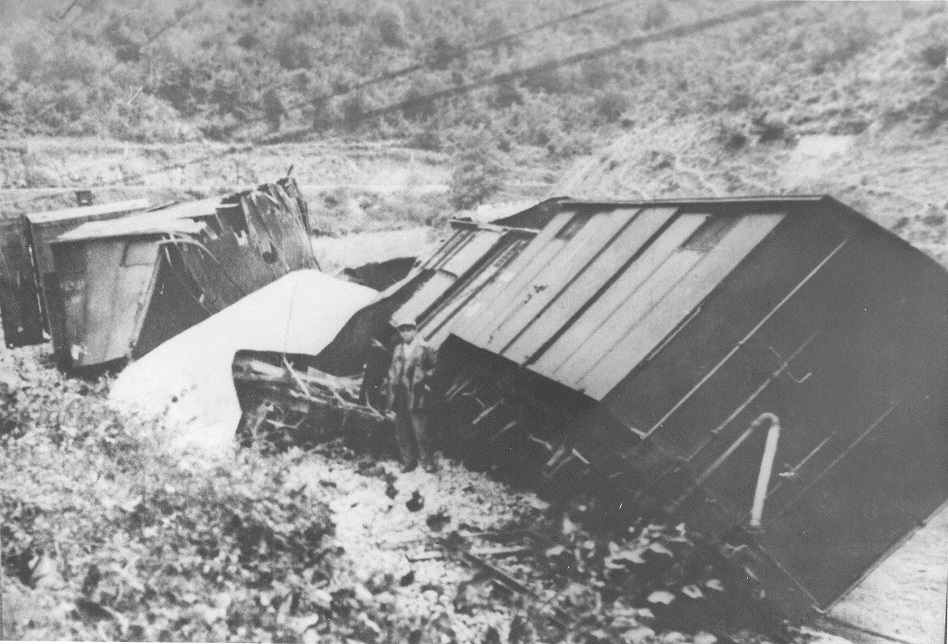
Die Kämpfe des Zweiten Weltkriegs führten zu starken Zerstörungen des Bahnnetzes. Angriff jugoslawischer Partisanen im Jahr 1941 auf dem Streckenabschnitt Donji Vakuf–Jajce.

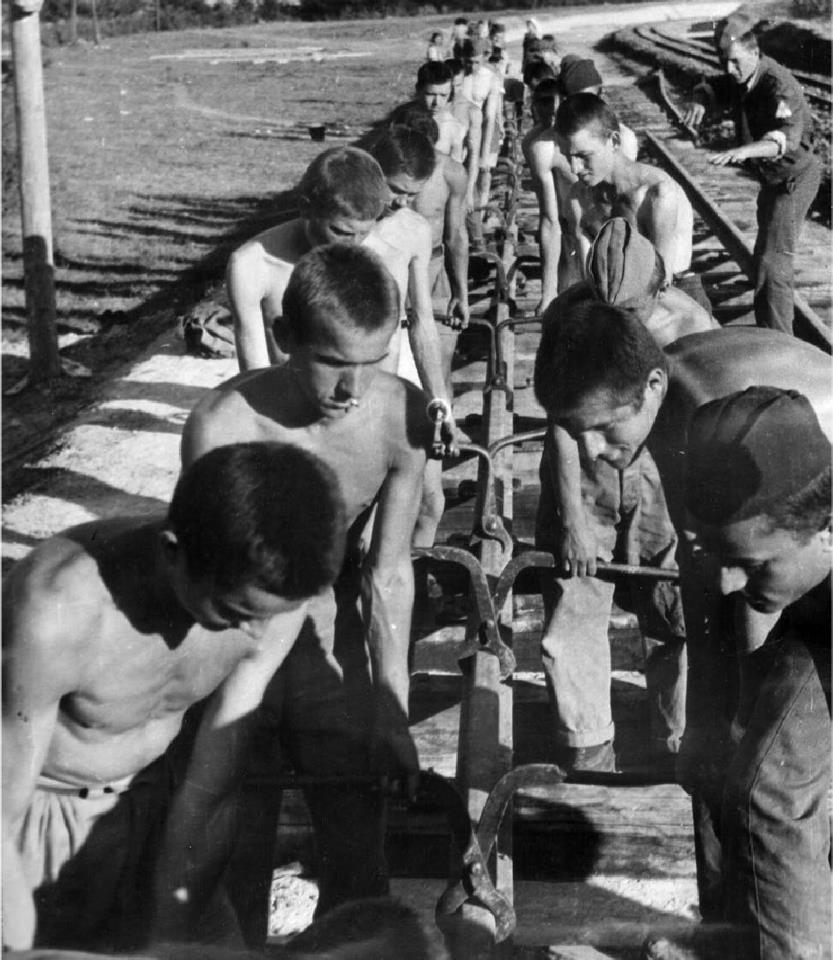
Jugendbrigade beim Bau der Bahnstrecke Šamac–Sarajevo

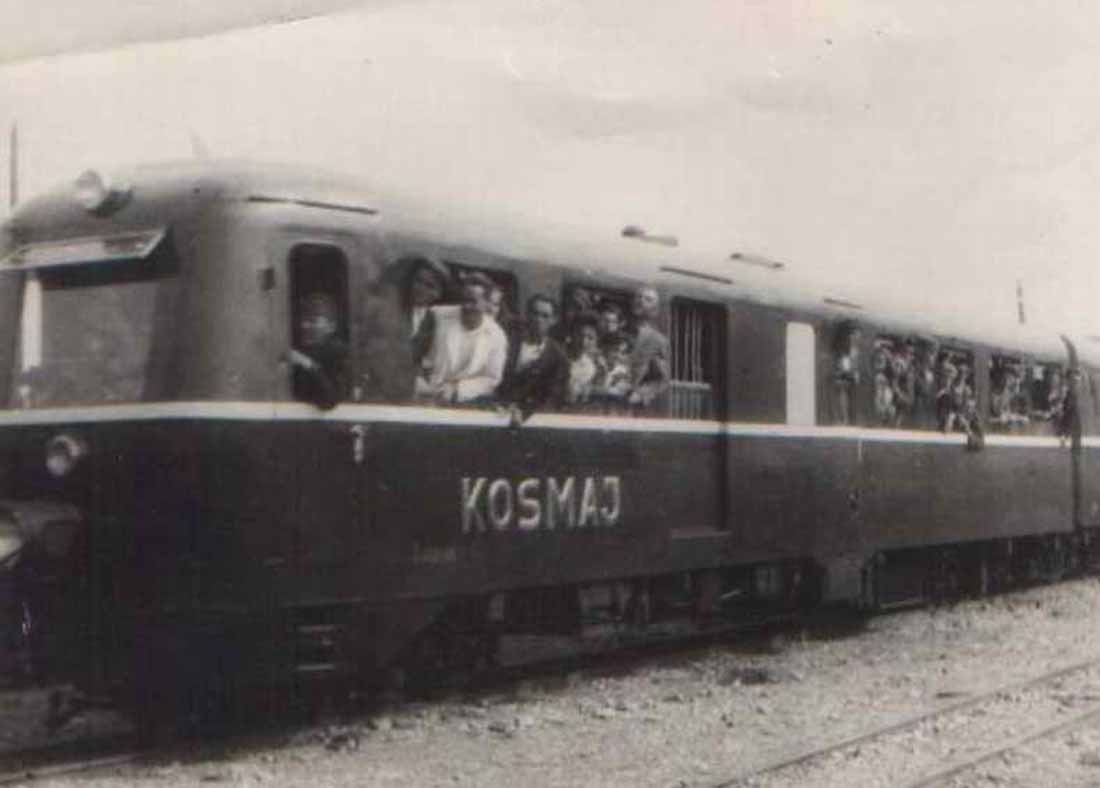
Mit rotem Anstrich versehener Dieseltriebzug JDŽ 488 (JŽ 801)

Im Zuge der Staatsvereinheitlichung durch König Alexander I. wurde 1929 der SHS-Staat in Königreich Jugoslawien umbenannt und die SHS wurden als Jugoslovenske Državne Železnice (JDŽ, Jugoslawische Staatsbahnen) bezeichnet. Während bei den SHS viele Vorschriften der Vorgängerbahnen in Kraft blieben, wurden ab 1929 bisherige Praktiken und Vorschriften vereinheitlicht. Weil die Aufteilung des Rollmaterials der österreich-ungarischen Eisenbahnen umstritten war, konnte die Aufteilung des Fahrzeugparks erst 1933 abgeschlossen werden, womit die JDŽ ihr neues Nummernschema offiziell einführten konnten.
Während des Zweiten Weltkrieges wurde ab dem 6. April 1941 durch den Einmarsch deutscher, italienischer, ungarischer und bulgarischer Truppen das Land zerstückelt. Es wurden quasi unabhängige Satellitenstaaten gebildet wie Kroatien, dem auch Bosnien und Herzegowina einverleibt wurde, und Serbien. Das Gleiche widerfuhr auch den Eisenbahnen, die unter den Achsenmächten und den kollaborierenden Staaten aufgeteilt wurden. Bis zum 28. Februar 1942 wurde in Rom der Lokomotivpark der JDŽ zwischen der DR, MÁV, BDŽ, FS sowie den neu gegründeten Hrvatske državne željeznice (HDŽ, Kroatische Staatsbahnen) und den SDŽ aufgeteilt.
Der Zweite Weltkrieg traf Jugoslawien hart. 50 % aller Eisenbahnstrecken waren zerstört oder schwer beschädigt, auch die Lokomotiven und der Wagenpark waren stark betroffen. Sobald ein Gebiet von den Besetzern befreit war, wurde mit dem Wiederaufbau begonnen. Viele Lokomotiven wurden von den ehemaligen Achsenmächten zurückgegeben, getauscht oder als Reparationszahlung übernommen. Durch die Übergabe der östlichen Gebiete von Triest an Jugoslawien kamen über 100 Kilometer 3000-Volt-Gleichstromstrecken zum Eisenbahnnetz der JDŽ hinzu. Der Fünfjahresplan von 1947 sah den Bau von 1600 Kilometer neuer Eisenbahnen vor, wobei viele Bahnbauten mangels finanzieller Mittel durch Jugendbrigaden erfolgten.

### Jugoslovenske Železnice (JŽ)

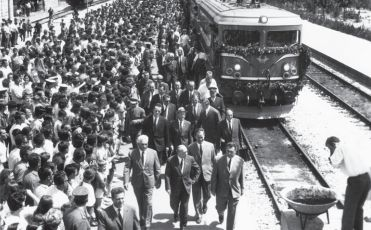
Eröffnungszug des elektrischen Betriebs der Strecke Sarajevo–Ploče, 1969 in Ploče

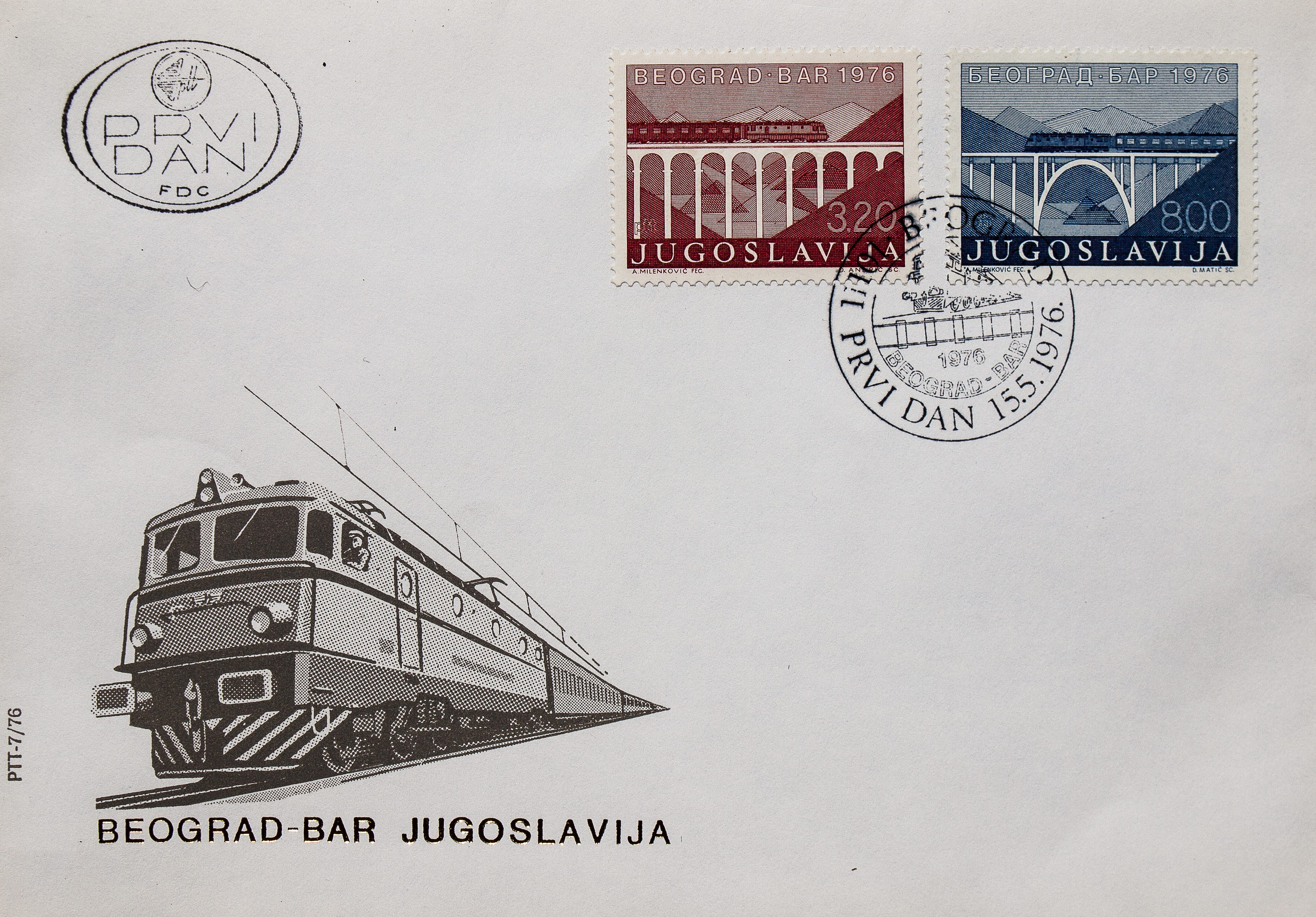
Sonderbrief zur Einweihung der Belgrad–Bar-Bahn, 1976

In den frühen 1950er-Jahren waren die zentralistisch geführten JDŽ eine der letzten jugoslawischen Institutionen, die nicht entsprechend den Richtlinien der Arbeiterselbstverwaltung reformiert worden waren. Eine Reform führte zur Dezentralisierung der Bahnverwaltung, die von 1953 an Jugoslovenske Železnice (JŽ, Jugoslawische Eisenbahnen) hieß. Die entsprechende Beschriftung an den Fahrzeugen wurde aber erst 1956 bis 1958 geändert. Die Zajednica Jugoslovenskih Železnica (ZJŽ, Gemeinschaft der Jugoslawischen Eisenbahnen) bestand aus der Generaldirektion mit Sitz in Belgrad, der Schlaf- und Speisewagengesellschaft KSR, dem Zavod za projektovanje (ZJŽ, Projektierungsbüro, heute CIP) und fünf Eisenbahntransportunternehmen Železničko Transportno Preduzeće (ŽTP) in Belgrad (mit Betriebsleitung in Titograd), Zagreb, Sarajevo, Skopje und Ljubljana. Ljubljana selbst war als Vereinigtes Transportunternehmen (ZŽTP) in drei autonome Unternehmen als ŽTP in Maribor, Ljubljana und Postojna, unterteilt. Im Laufe der 1960er-Jahre änderte sich die Zahl der ŽTP und die einzelnen ŽTP erhielten immer größere Unabhängigkeit, so dass sie de facto als unabhängige Eisenbahnunternehmen agierten und zum Teil ihre Triebfahrzeuge selber bestellten. Die Rolle der JŽ beschränkte sich im Wesentlichen auf das Erstellen der Fahrpläne, das Festlegen der Beförderungstarife und das Repräsentieren der Eisenbahn des Landes im Ausland.
Unter der sozialistischen Regierung wurden mit ausländischer Finanzhilfe erhebliche Bauvorhaben realisiert. Das uneinheitliche Bahnnetz wurde auf europäisches Niveau gebracht und die Transit-Probleme, welche Jugoslawien in der Vorkriegszeit geplagt hatten, einigermaßen gelöst. Der West-Ost-Korridor wurde modernisiert, die Verbindungen an die Adria aus- oder neugebaut und das Hauptnetz wurde elektrifiziert beziehungsweise auf Dieselbetrieb umgestellt. 1969 war die Elektrifizierung der Hauptstrecke Zagreb–Belgrad mit 25 kV 50 Hz abgeschlossen. Im Vorfeld gab es Meinungsverschiedenheiten zwischen den ŽTP Belgrad und Zagreb, ob Lokomotiven von Alsthom oder Asea beschafft werden sollten. Bis 1975 waren 2647 Kilometer beziehungsweise 26,3 % des Streckennetzes elektrifiziert.
Die Personen- und Güterbeförderung nahm bis 1965 rapide zu, danach kam es aber aufgrund der Straßenkonkurrenz bei der Personenbeförderung zu einem stärkeren Rückgang. Im Jahr 1975 beförderten 115 000 Angestellte 129 Millionen Personen und 78 Millionen Tonnen Güter, die Beförderungsleistungen betrugen 12,2 Milliarden Pkm und 21,6 Milliarden tkm. Ende der 1980er-Jahre wurden dank modernem Rollmaterial höhere Geschwindigkeiten möglich. Die Schnellzüge Belgrad Budapest–Wien erreichten in weniger als zwei Stunden die 150 Kilometer entfernte Landesgrenze bei Subotica.
Die geplante Bahnstrecke Budapest–Belgrad–Skopje–Athen – ein China-CEE-„Kennzeichenprojekt“ (2014) der chinesischen Belt-and-Road-Initiative – ist ein Vorhaben für eine internationale Hochgeschwindigkeitsstrecke in Mittel-/Osteuropa zwischen Budapest (Ungarn), Belgrad (Serbien), Skopje (Nordmazedonien), Athen und dem durch China betriebenen Hafen von Piräus (Griechenland).

### Zerfall und Nachfolgebahnen

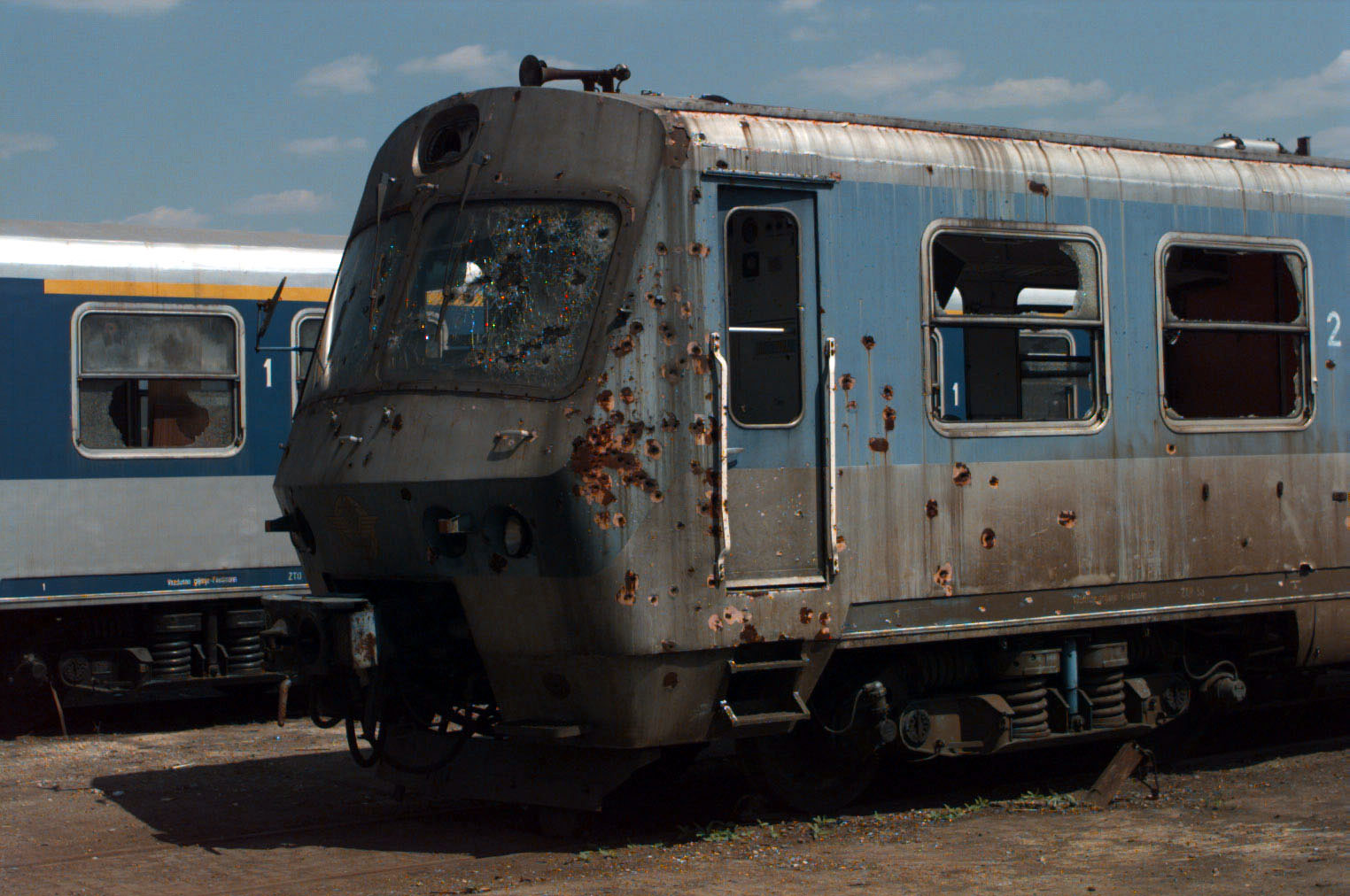
Im Bosnienkrieg zerschossener Triebzug der JŽ-Reihe 411

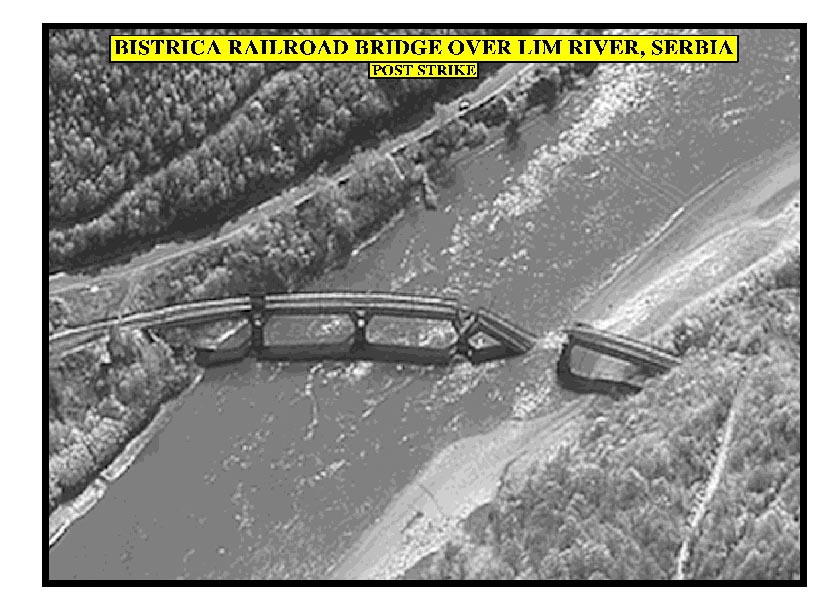
Am 1. Mai 1999 von der NATO zerstörte Lim-Brücke der Belgrad-Bar-Bahn

Mit dem kriegerischen Auseinanderfallen des Gesamtstaates ab 1991 begann die Zersplitterung des Bahnunternehmens. Während des Kroatienkriegs wurden zahlreiche Bahnstrecken beschädigt und unbrauchbar gemacht. Der als Hauptroute dienende Save-Korridor wurde zwischen Zagreb und Belgrad an mehreren Stellen unterbrochen, was eine großräumige Verlagerung der europäischen Transitverkehrs und die Einstellung des Orient-Expresses zur Folge hatte. Mit dem Ende der Kampfhandlungen wurde der Save-Korridor nach langer Pause am 1. Dezember 1997 wiedereröffnet. Im Rahmen der Operation Allied Force bombardierten im Jahr 1999 Flugzeuge der NATO Eisenbahntrassen und -brücken in der damaligen Bundesrepublik Jugoslawien, was zur vollständigen Einstellung des Schienenverkehrs führte.
| Nachfolgebahnen der JŽ                                                                                                |
| --- |
| Hier fehlt eine Grafik, die leider im Moment aus technischen Gründen nicht angezeigt werden kann. Wir arbeiten daran! |

Mit dem Zerfall des jugoslawischen Staat gründeten die unabhängig gewordenen Länder eigene Staatsbahnen. Der bei Serbien verbliebene Rest der JŽ wurde 2004 in Železnice Srbije (ŽS, Eisenbahnen Serbiens) umbenannt.
| Land oder Entität                                           | Bahngesellschaft                          | Abk.    | Gründung |
| ----------------------------------------------------------- | ----------------------------------------- | ------- | -------- |
| Slowenien                                                   | Slovenske železnice                       | SŽ      | 1991     |
| Kroatien                                                    | Hrvatske željeznice                       | HŽ      | 1990     |
| Nordmazedonien                                              | Makedonski železnici                      | MŽ      | 1991     |
| Föderation Bosnien und Herzegowina, Bosnien und Herzegowina | Željeznice Federacije Bosne i Hercegovine | ŽFBH    | 2001     |
| Republika Srpska, Bosnien und Herzegowina                   | Željeznice Republike Srpske               | ŽRS     | 1992     |
| Serbien                                                     | Železnice Srbije                          | ŽS      | 2004     |
| Montenegro                                                  | Željeznica Crne Gore                      | ŽCG     | 2006     |
| Kosovo                                                      | Hekurudhat e Kosovës / Kosovske Železnice | HK / KŽ | 1999     |

## Streckennetz

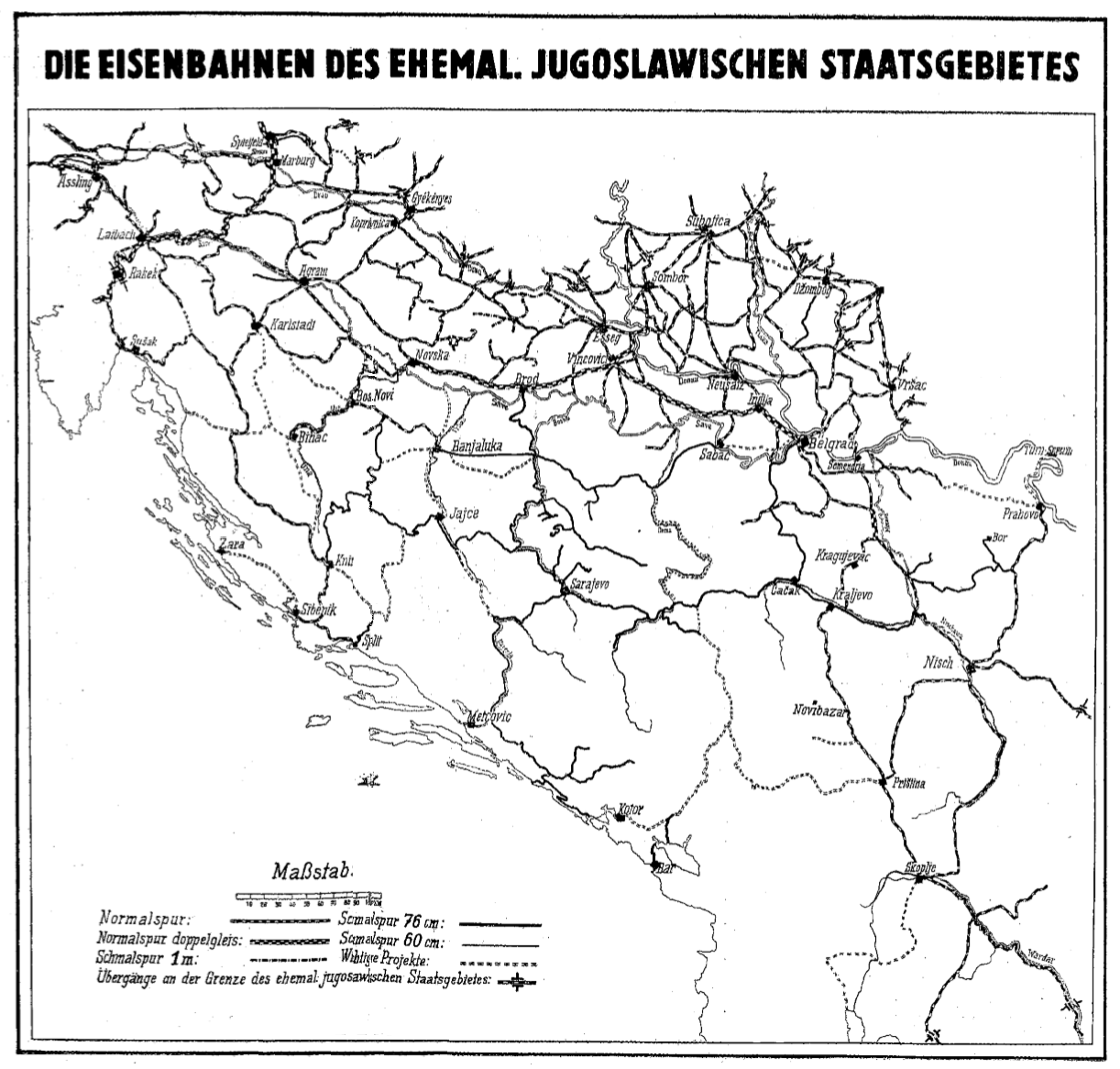
Eisenbahnnetz Jugoslawiens im Jahr 1941

Das jugoslawische Normalspurnetz entstand ursprünglich aus Teilen dreier verschiedener Netze, dem österreichisch-ungarischen, dem osmanischen in Mazedonien (seit 1873) und dem serbischen, deren erste Strecke Belgrad–Niš erst 1884 eröffnet wurde. Zudem hatte die Donaumonarchie in ihrem abgelegenen Grenzgebiet Bosnien überwiegend Schmalspurbahnen gebaut (siehe Geschichte der Eisenbahn in Bosnien und Herzegowina). Daraus resultierten teilweise sehr unterschiedliche Ausrichtungen der einzelnen Landesteile und fehlende Verbindungen zwischen einigen Regionen. Diese Schwierigkeiten konnten trotz einiger Streckenbauten bis zum Ende der Jugoslovenske Železnice nicht vollständig behoben werden.
Nach 1918 kamen folgende Eisenbahnnetze zu den jugoslawischen Bahnen:
| Bahngesellschaft                                 | Länge ca. | vorwiegende Spurweite |
| ------------------------------------------------ | --------- | --------------------- |
| k.k. österreichische Staatsbahnen (kkStB)        | 360 km    | Normalspur 1435 mm    |
| k.k.priv. Südbahn-Gesellschaft (SB)              | 525 km    | Normalspur 1435 mm    |
| Österreichische Lokalbahnen                      | 350 km    | Normalspur 1435 mm    |
| Ungarische Staatsbahnen (MÁV)                    | 1240 km   | Normalspur 1435 mm    |
| Ungarische Lokalbahnen                           | 2310 km   | Normalspur 1435 mm    |
| Serbische Staatsbahnen (SDŽ)                     | 1550 km   |                       |
| Bosnisch-Herzegowinische Landesbahnen (BHLB)     | 1165 km   | Bosnaspur 760 mm      |
| Deutsch-bulgarische Heeresfeldbahn in Mazedonien | 425 km    | Schmalspur 600 mm     |
| Total                                            | 7925 km   |                       |

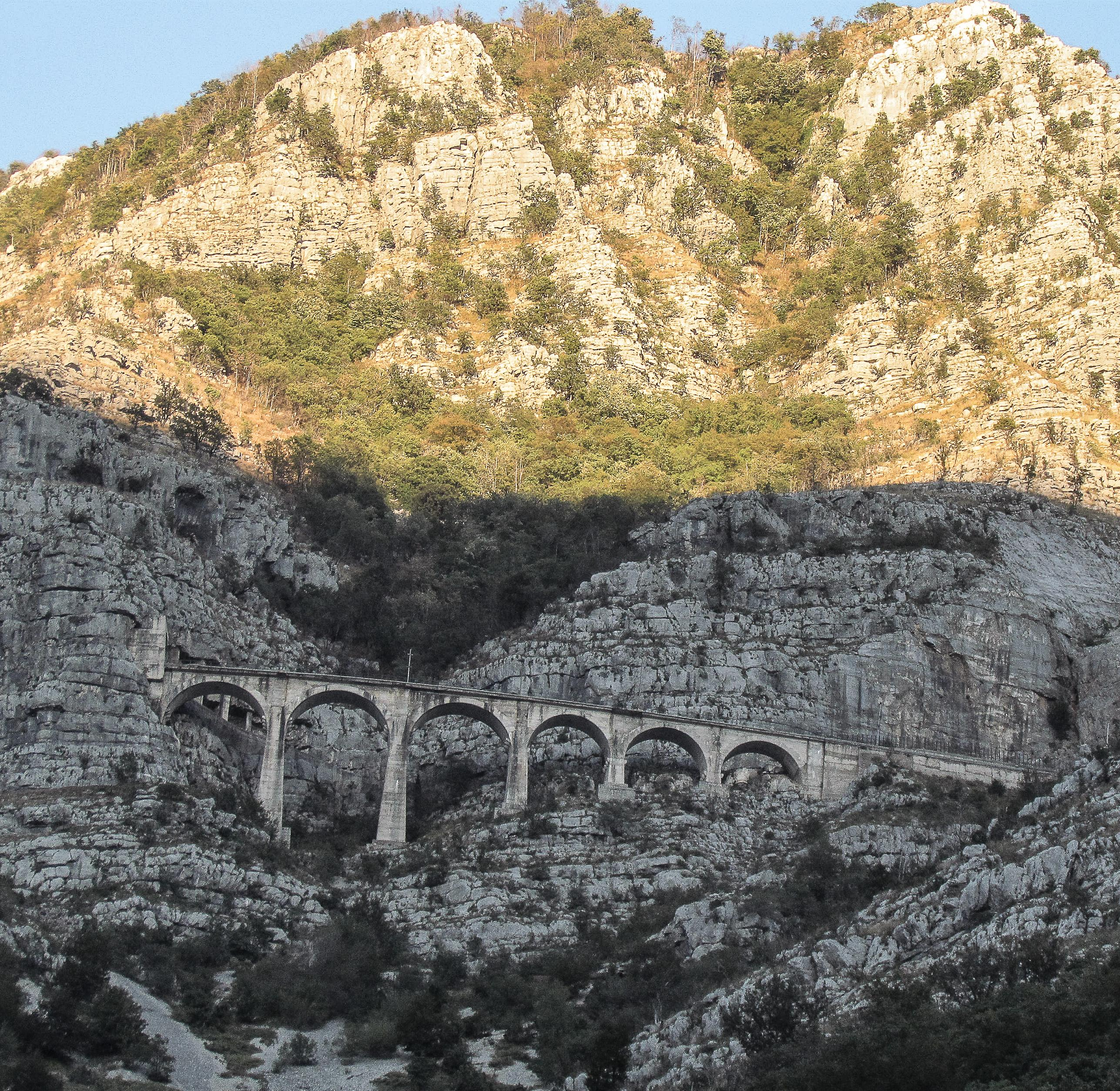
Lutovo-Hangbrücke der Belgrad-Bar-Bahn

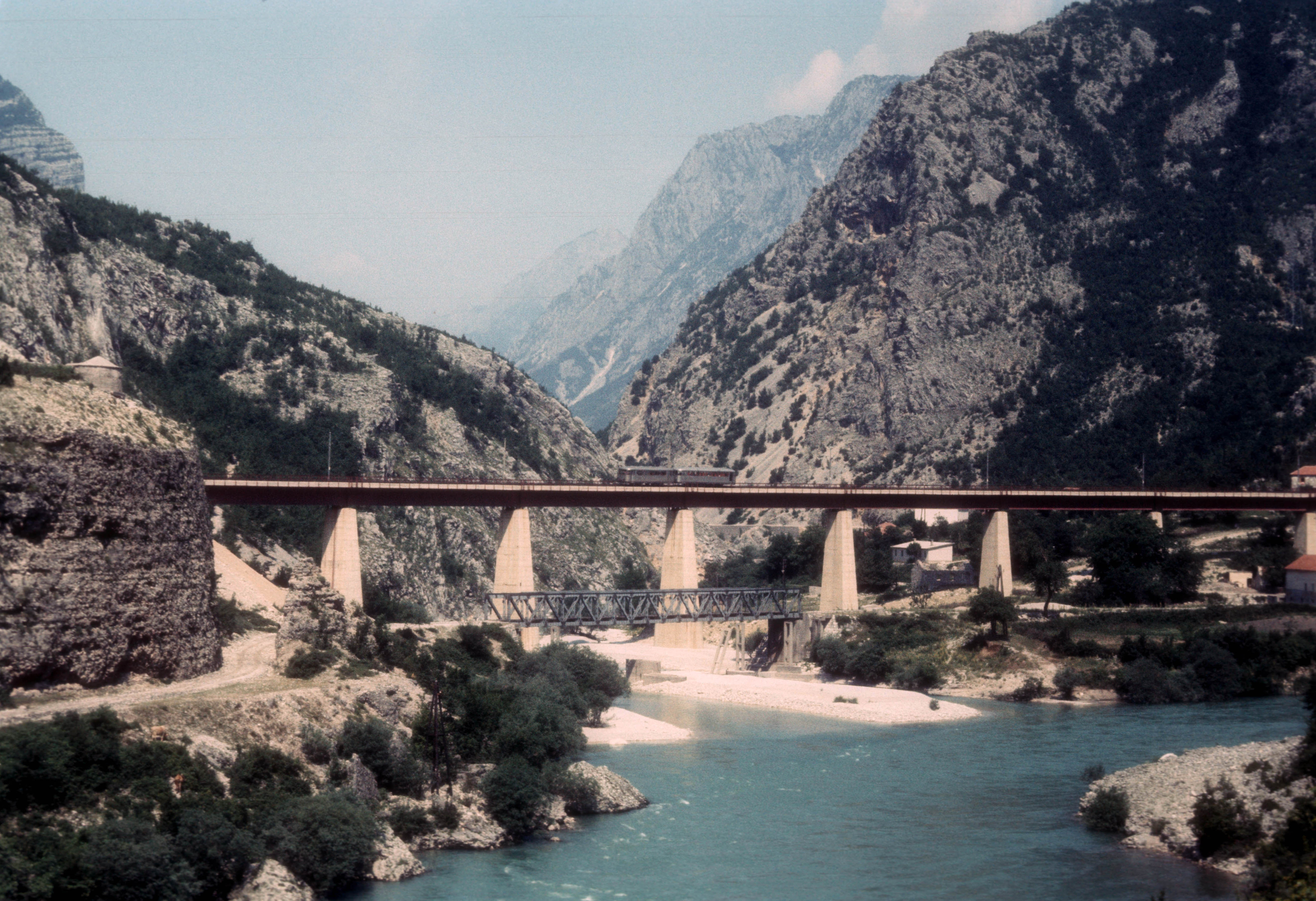
Schienenbus auf der Drežanka-Brücke zwischen Sarajevo und Ploče

Wichtigste Bahnverbindung war der West-Ost-Korridor von Villach über Ljubljana–Zagreb–Belgrad, Niš und Skopje nach Griechenland mit einer Abzweigung nach Bulgarien in Niš. Ende 1975 betrug das Streckennetz 10 068 Kilometer. Wichtige Neubauprojekte der JDŽ und JŽ waren:
- die 1947 bis 1951 von Jugendbrigaden erbauten Strecken Brčko–Banovići, Šamac–Sarajevo als Ersatz für die schmalspurige Bosnabahn, Nikšić–Titograd und Doboj–Banja Luka
- die Verlängerung der Una-Bahn von Bihać nach Knin (Eröffnung 1948)
- die Bahnstrecke Sarajevo–Ploče über den Ivanpass an die Adria, die 1966 die schmalspurige Narentabahn ersetzte
- Prešnica–Koper zur Erschließung des slowenischen Seehafens (1967)
- die Zadar-Bahn von Knin nach Zadar an der Adria (1967)
- die Bahnstrecke Belgrad–Bar über das Dinarische Gebirge an die Adria (1976)

## Fahrzeugpark

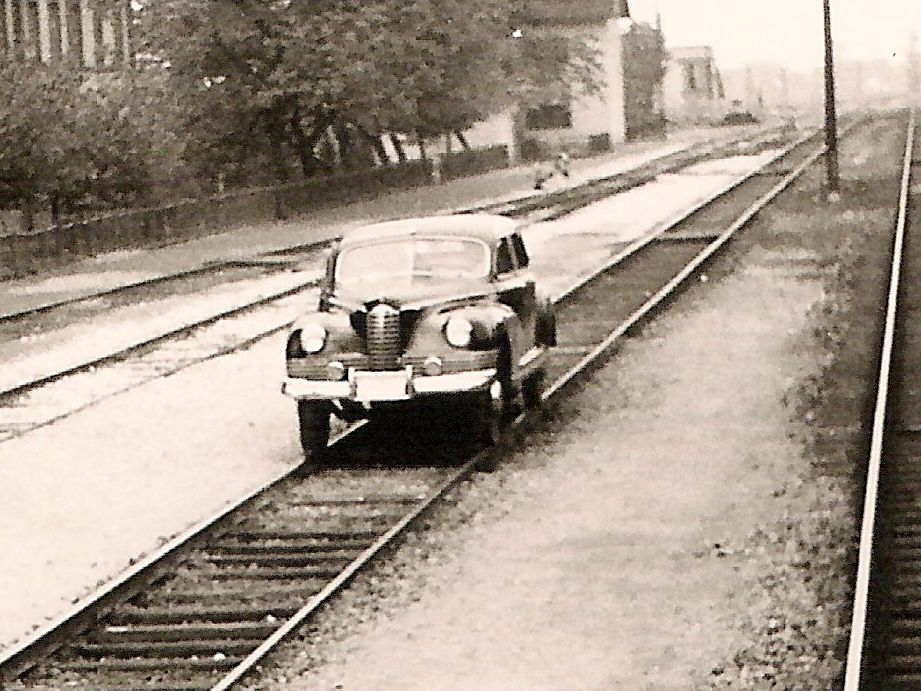
Draisine der JŽ auf Basis des Personenwagens ZIS-110

### Dampflokomotiven

#### Normalspurlokomotiven
Schnellzuglokomotiven der  Reihen 01 bis 15
- JDŽ 01: Vierzylinder-Heißdampflokomotiven der Achsfolge 1’C1’ von Schwartzkopff, Berlin
- JDŽ 02: Schnellzuglokomotiven der Achsfolge 2’C, entsprachen der Reihe SB 109 der Österreichischen Südbahn. Nach dem Ersten Weltkrieg kamen 13 Stück als Reihe 02 zu den JDŽ.
- JDŽ 03: Schnellzuglokomotiven der Achsfolge 2’C, entsprachen der MÁV-Baureihe 327 der der Ungarischen Staatsbahn. Nach dem Ersten Weltkrieg kamen 32 Stück als Reihe 03 zu den JDŽ.
- JDŽ 05: Von Berliner Maschinenbau-Actien-Gesellschaft vormals L. Schwartzkopff erbaute Schnellzuglokomotiven mit der Achsfolge 2’C1’, ab 1930 wurden insgesamt 40 Stück gebaut. Viele Teile waren baugleich mit den Reihen 06 und 30.
- JDŽ 06: Von Borsig erbaute Personenzuglokomotiven mit der Achsfolge 1’D1’, insgesamt wurden ab 1930 30 Stück gebaut. Viele Teile waren baugleich mit den Reihen 05 und 30.
- JDŽ 10: Schlepptenderlokomotiven der Achsfolge 2’D
- JDŽ 11: 2'D h2-Schlepptendermaschinen, die der ungarischen Reihe 424 entsprachen

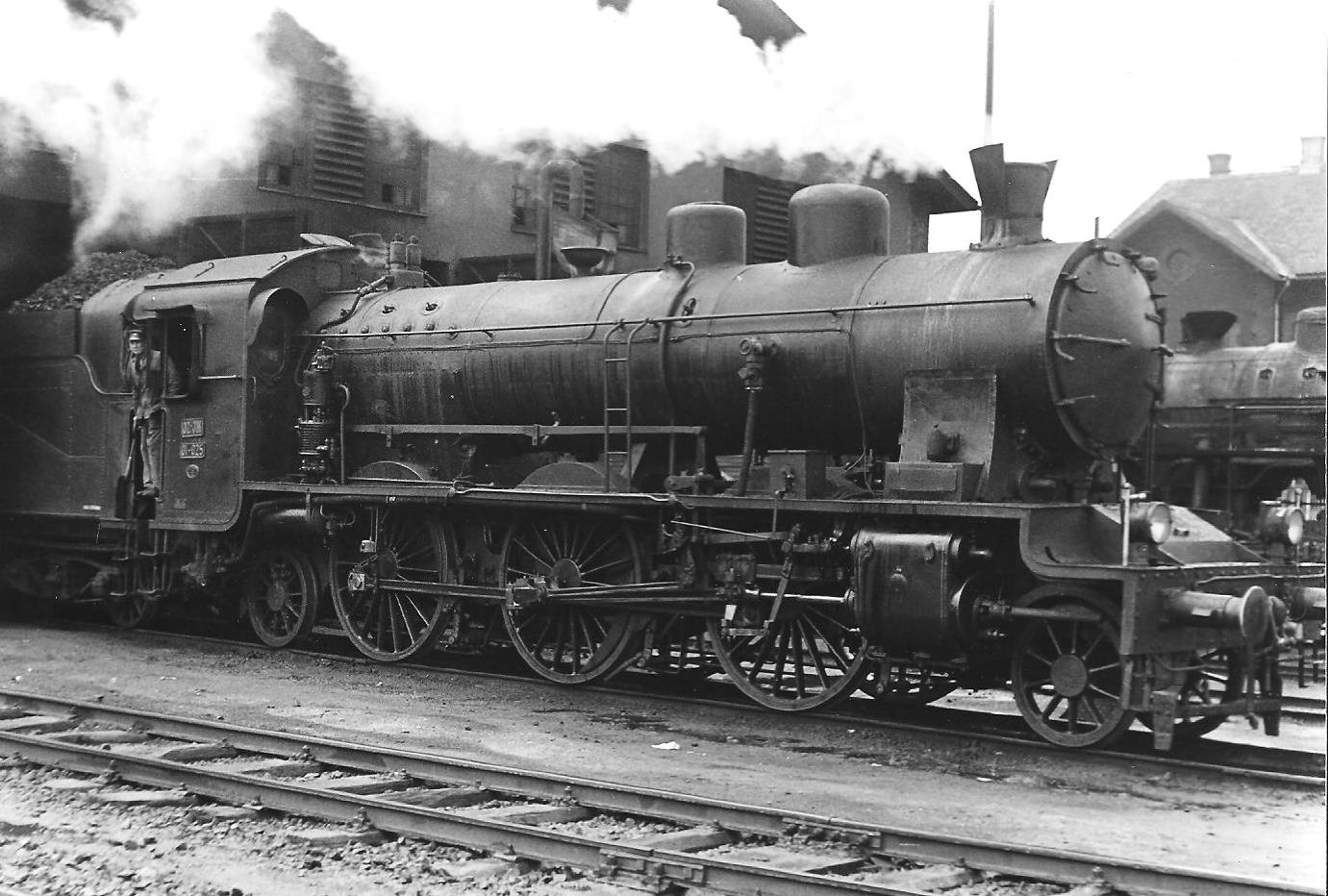
Vierzylinder-Schlepptenderlok Reihe 01 der JŽ in Zagreb
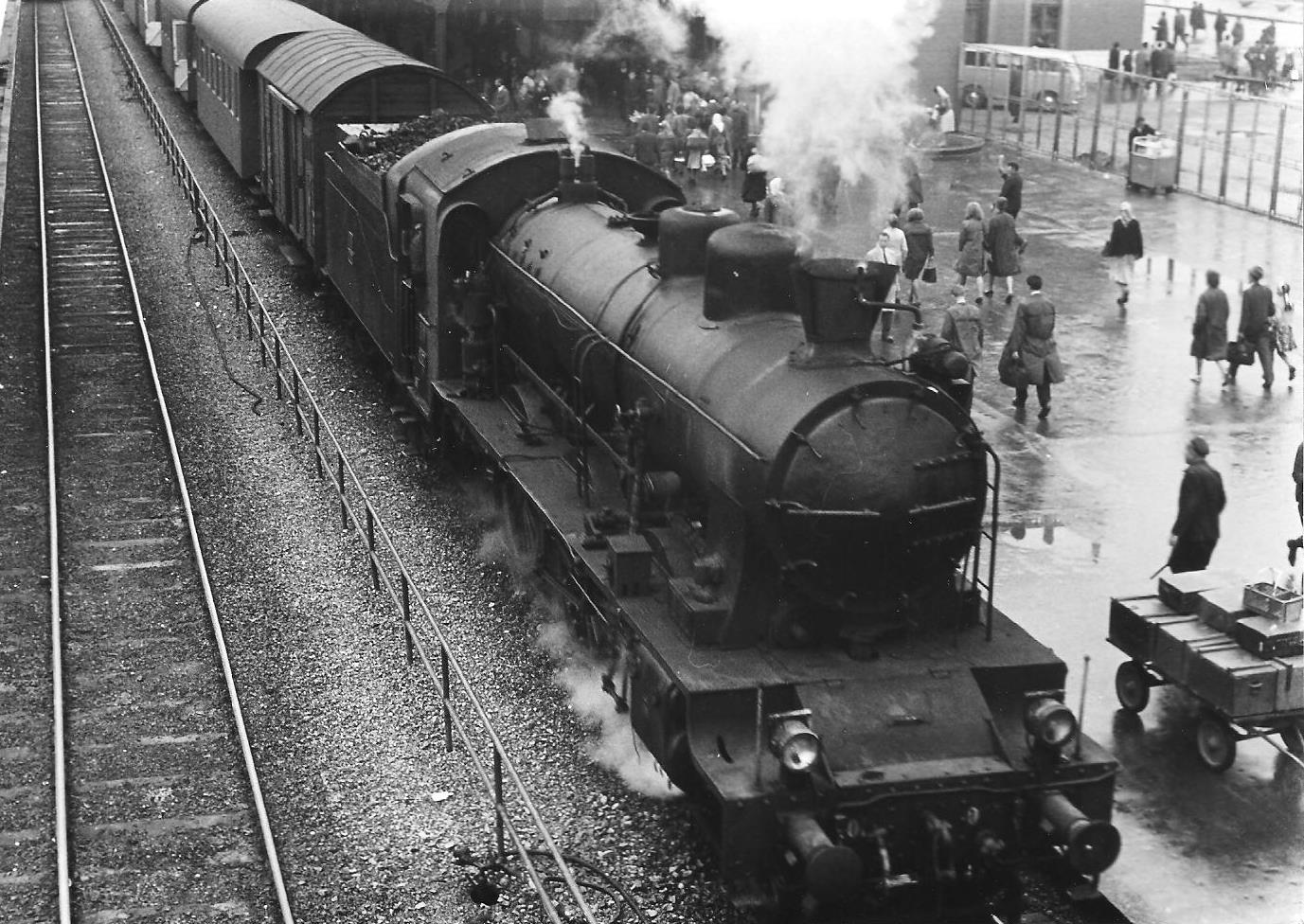
Vierzylinder-Schlepptenderlok Reihe 01 der JŽ in Zagreb
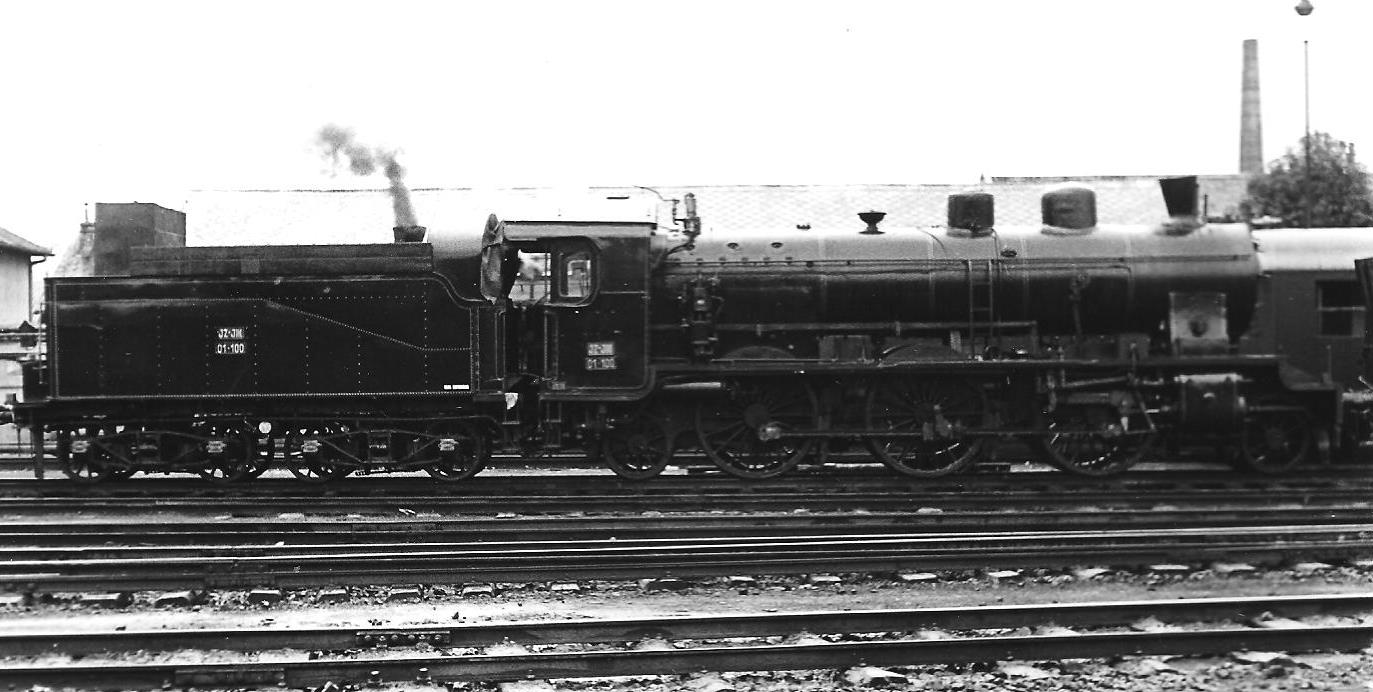
Vierzylinder-Schlepptenderlok Reihe 01 der JŽ in Zagreb
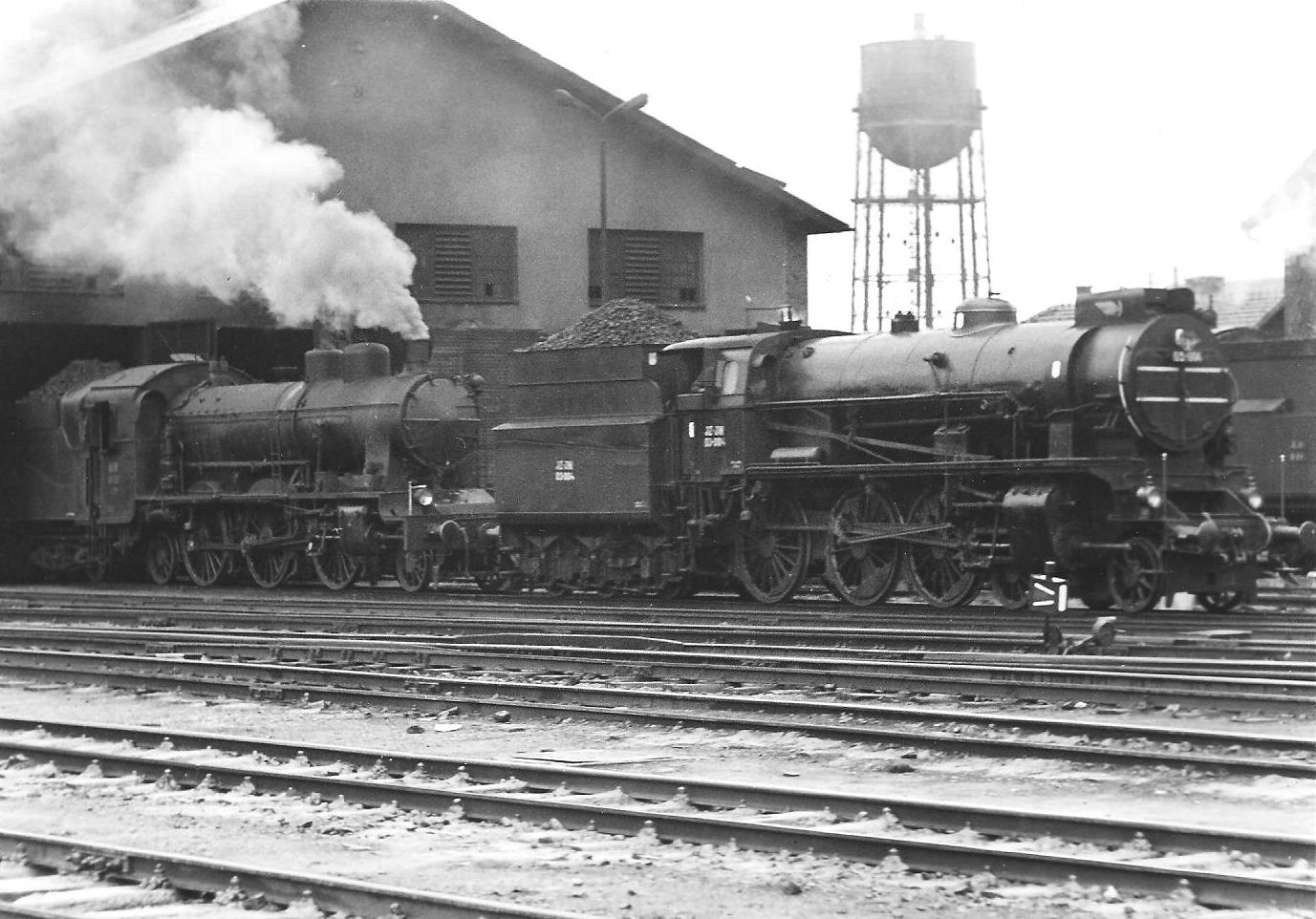
Lokomotiven der Reihen 01 und 03 vor einem Personenzug in Zagreb
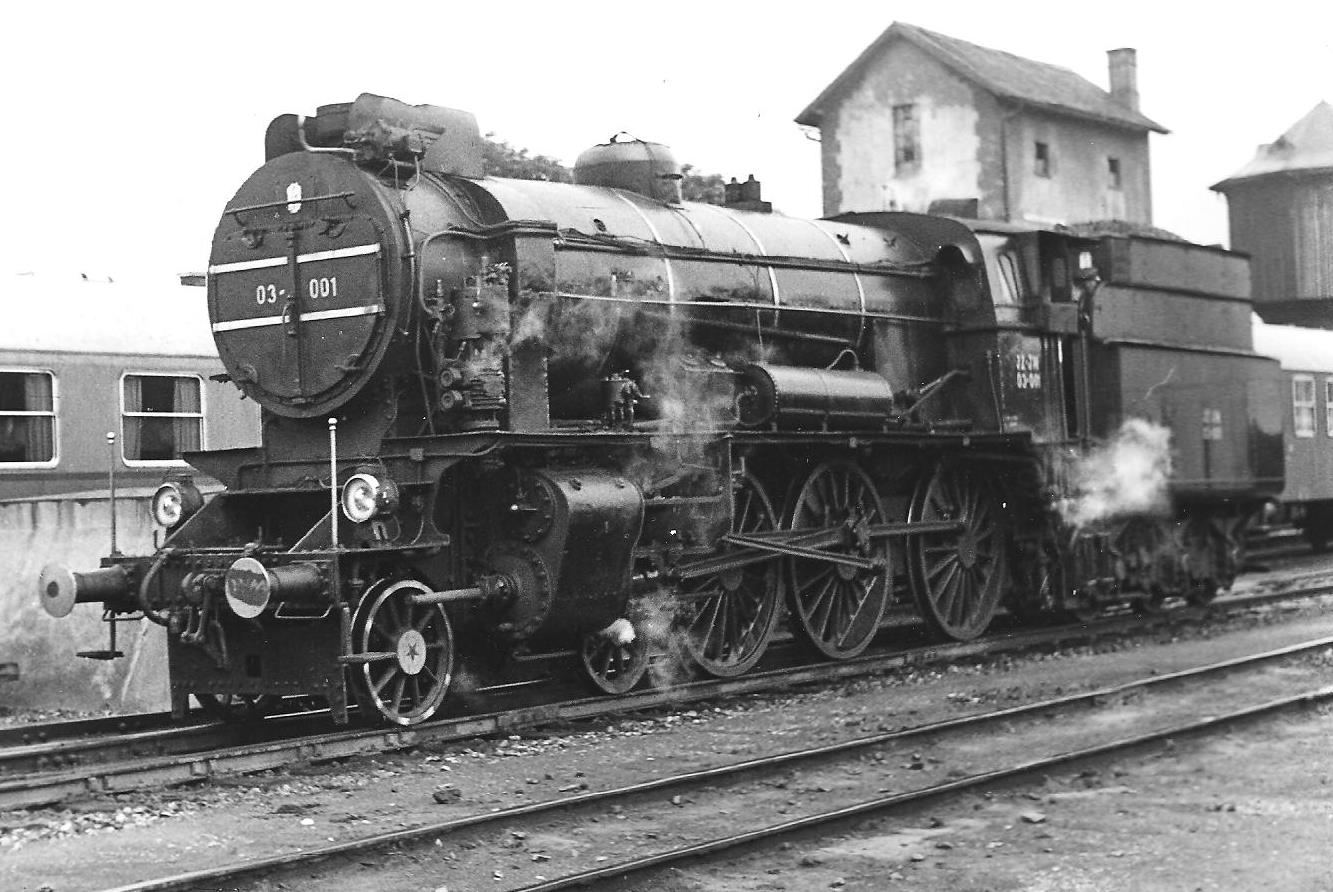
Schnellzuglokomotive 03-001 in Zagreb
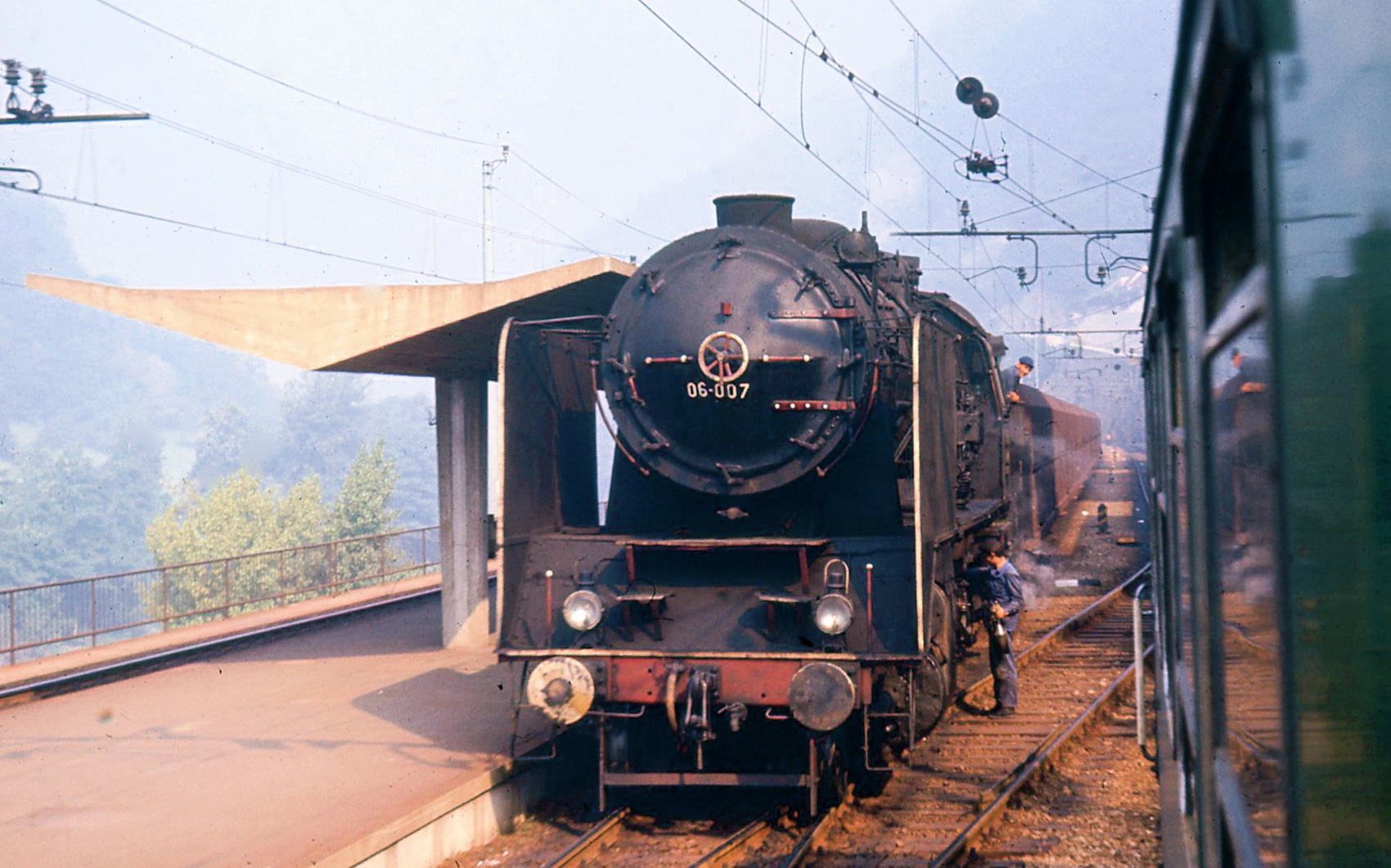
JDŽ 06 in Zidani Most
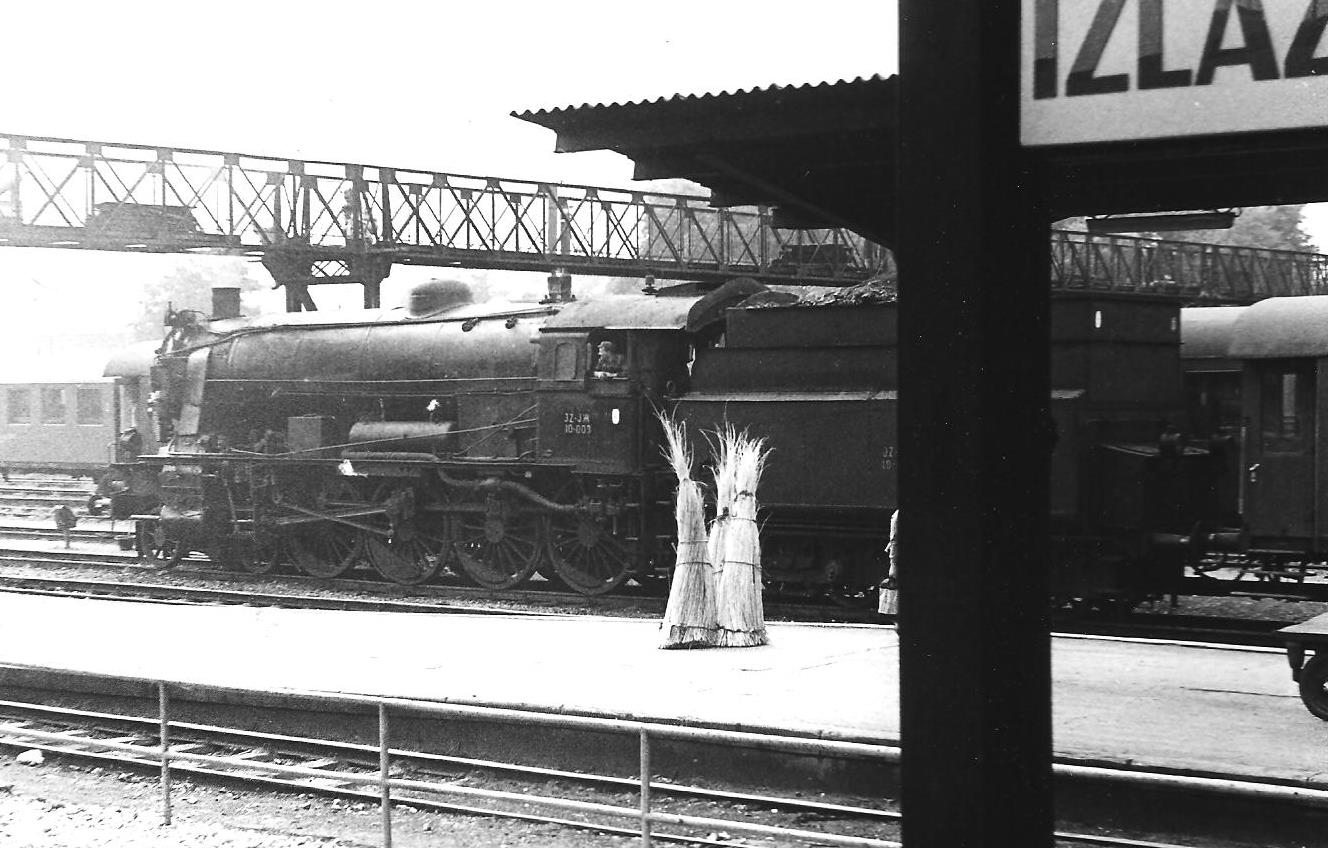
2’D-Schlepptenderlokomotive 10-003 in Zagreb
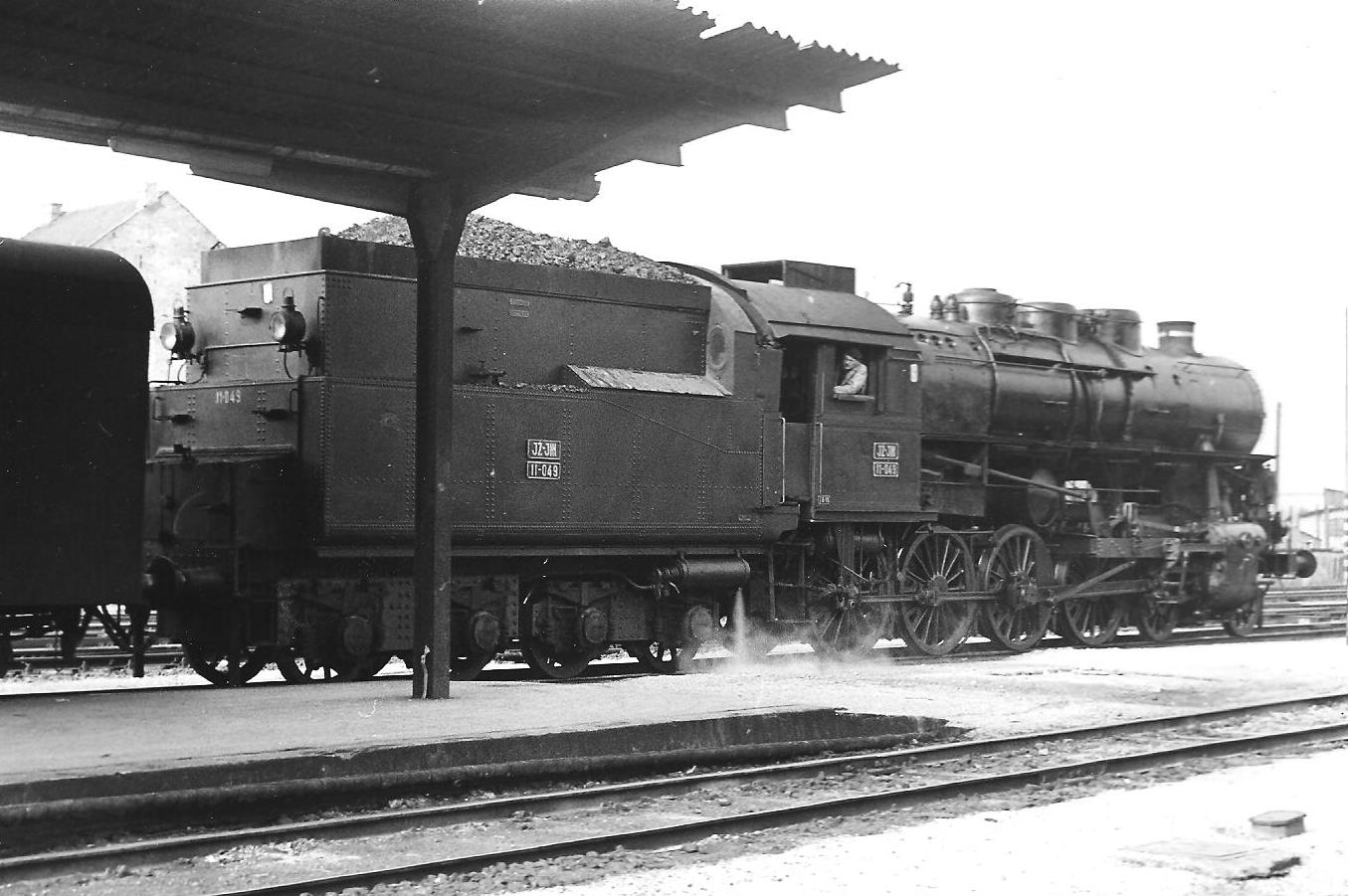
2’D-Schlepptenderlok 11-049 vor einem Personenzug in Zagreb

Güterzuglokomotiven der Reihen 20 bis 49
- JDŽ 20: 1’C h2-Schlepptendermaschinen und Nachbauten der k.u.k. HB 860
- JDŽ 22: 1’C1’-Schlepptendermaschinen mit dreiachsigen Tender
- JDŽ 25: Lokomotiven der Achsfolge 1’D h mit einem dreiachsigen Schlepptender. In Italien waren derartige Lokomotiven als Reihe FS 728 im Einsatz.
- JDŽ 29: Schwere Güterzuglokomotiven der Achsfolge 1’E mit dreiachsigem Tender
- JDŽ 30: Von Borsig erbaute Güterzuglokomotiven der Achsfolge 1’E. Insgesamt wurden ab 1930 40 Stück gebaut. Viele Teilen waren baugleich mit den Reihen 05 und 06.
- JDŽ 31: In Ungarn entwickelte C’C n4v-Malletlokomotiven, dort als MÁV VIm geführt
- JDŽ 32: In den 1960er Jahren waren noch ausgemusterte Mallets zu sehen, wie die (1’C)C-Mallet 32-015
- JDŽ 33: Die ehemaligen deutschen Kriegslokomotiven der DR-Baureihe 52 waren bei der JŽ als Reihe 33 geführt.
- JDŽ 35: Schlepptenderlokomotiven der Achsfolge E h2. Sie entsprachen weitgehend der Preußischen G 10

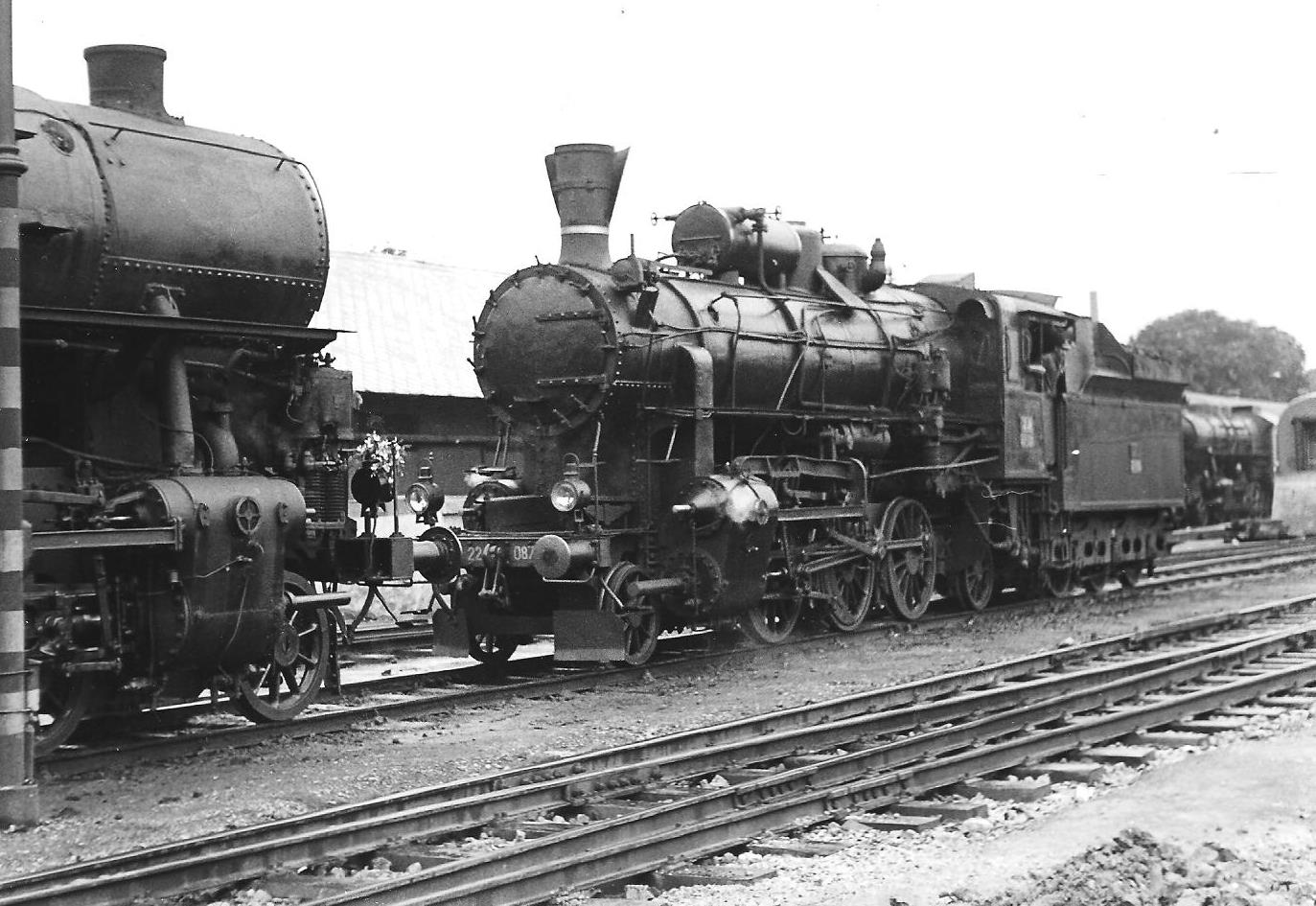
1’C1’-Schlepptenderlokomotive der Reihe 22 der JŽ in Zagreb
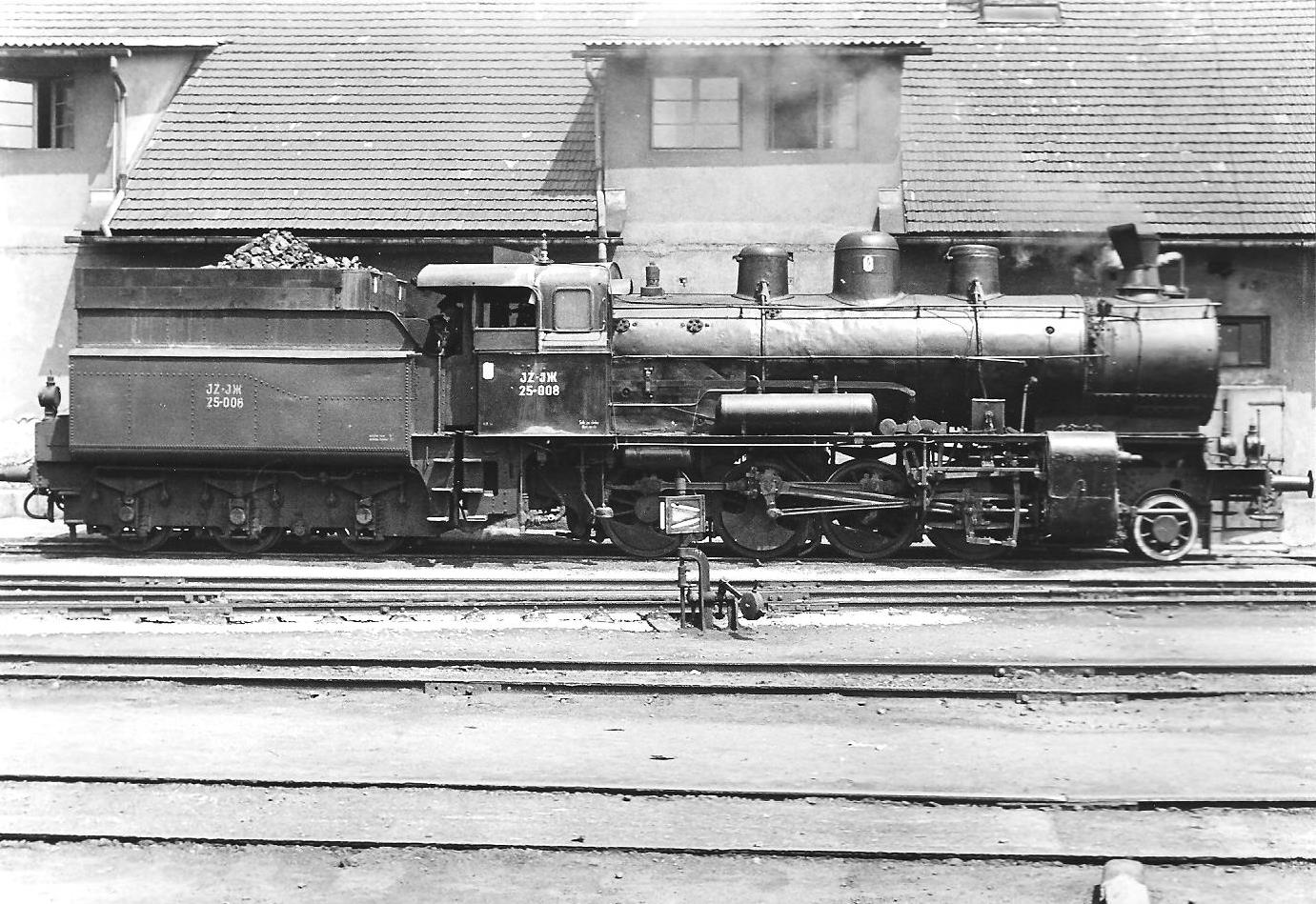
1’D-Schlepptenderlokomotive der Reihe 25 der JŽ in Zagreb
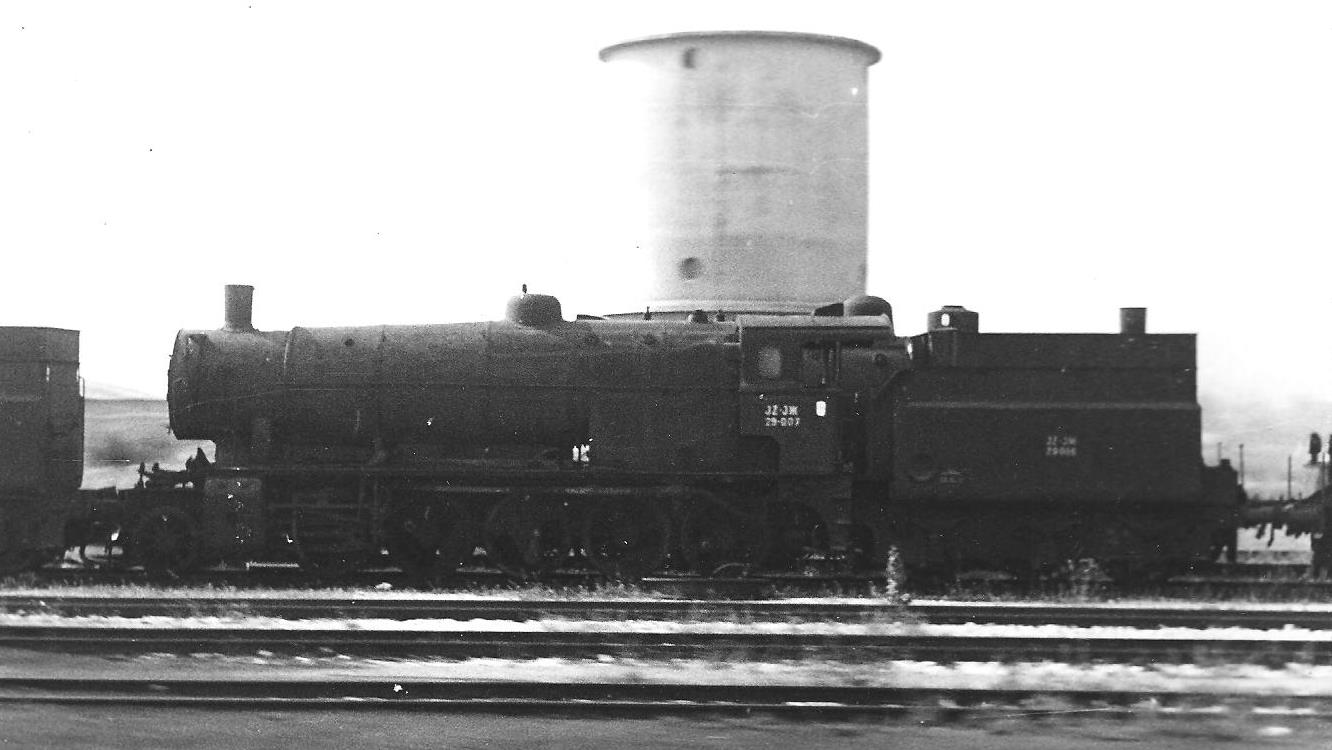
Ausgemusterte 1’E-Güterzuglokomotive 29-007 mit Tender 29-006
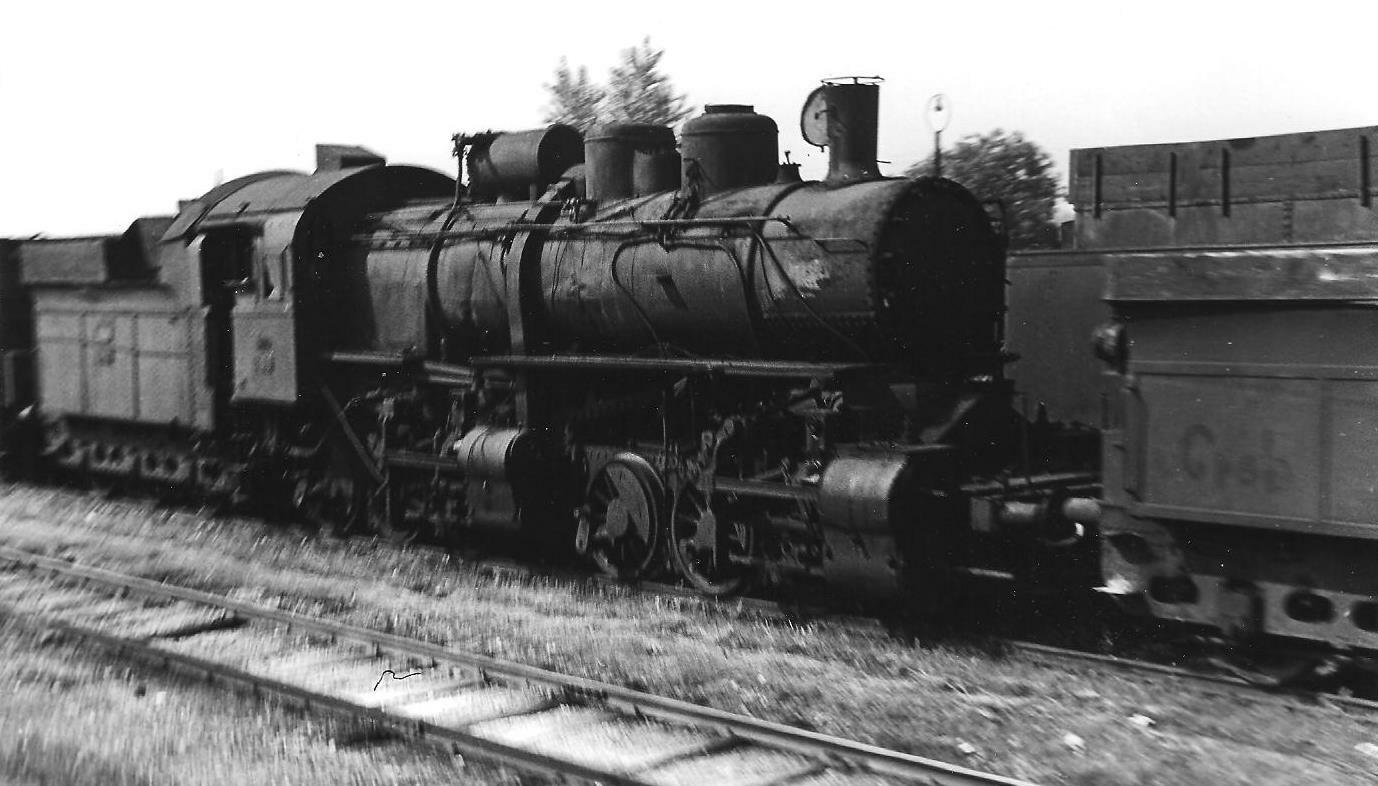
Ausgemusterte C’C-Nassdampf-Malletlokomotive der JŽ 31, Nr. nicht erkennbar
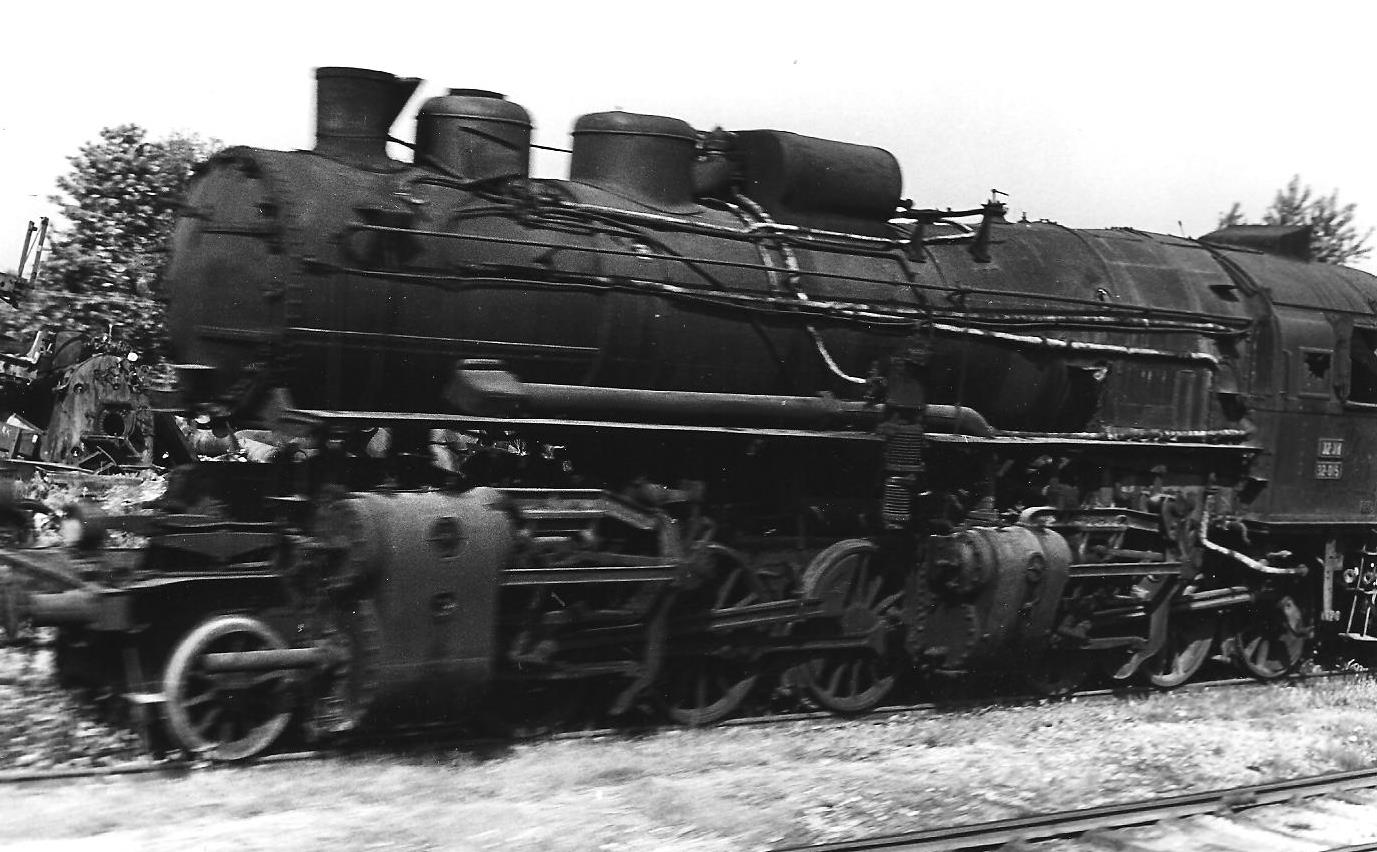
Ausgemusterte (1C)C-Heißdampf-Malletlokomotive 32-015
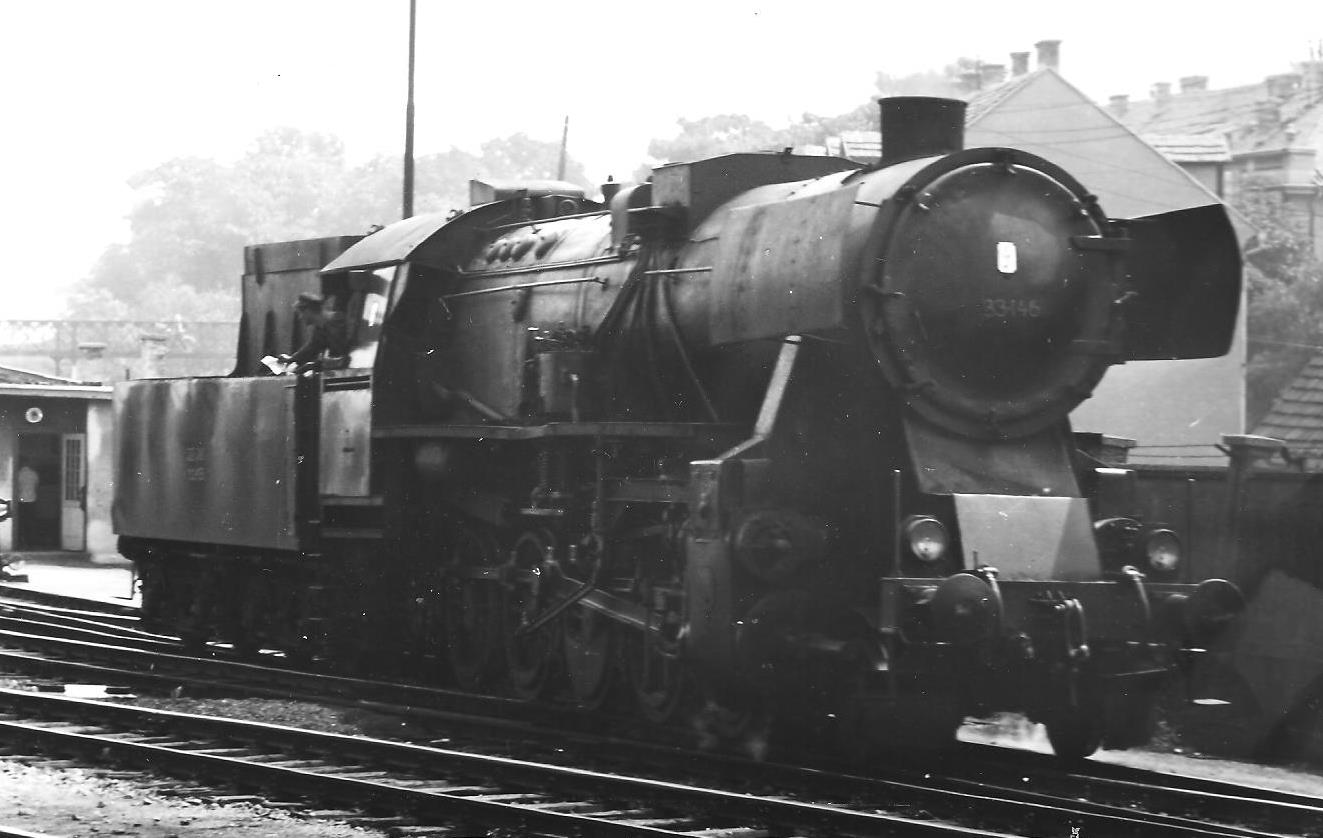
Ehemalige Kriegslokomotive 33-146
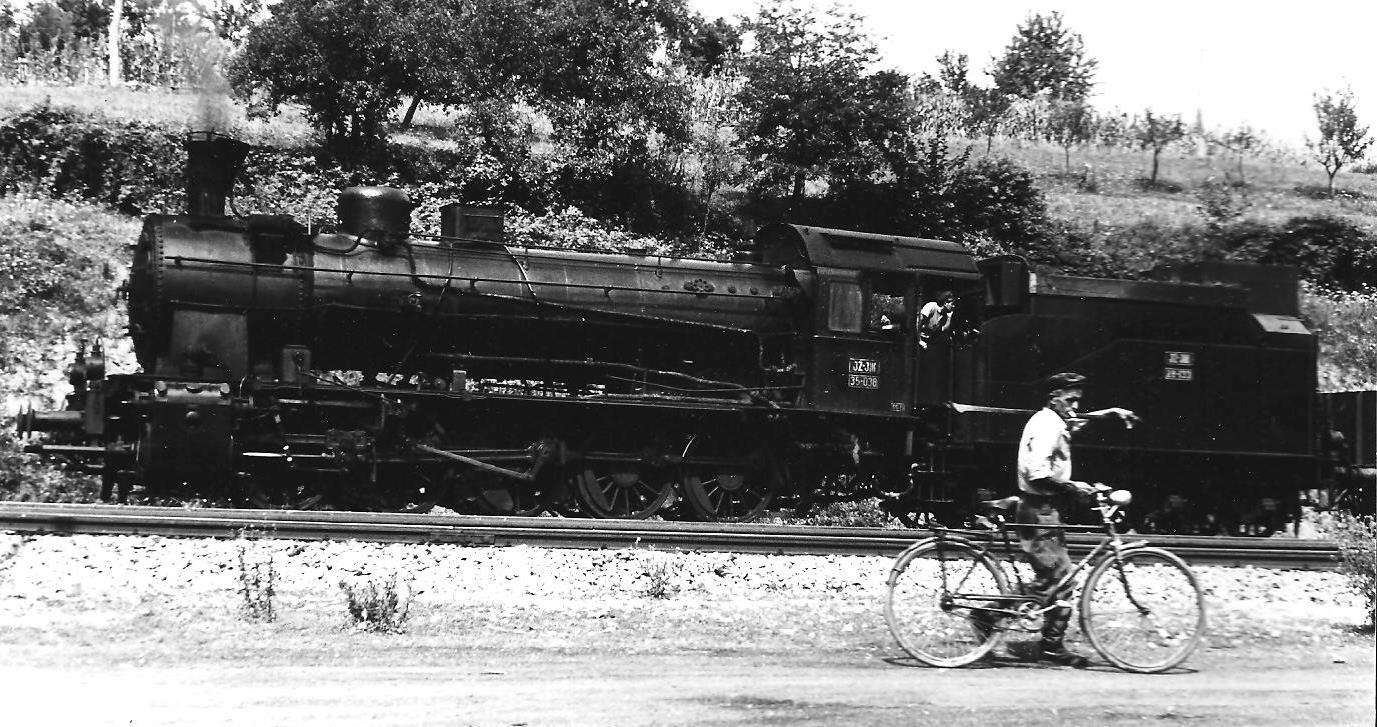
Güterzuglokomotive 35-038 mit Tender 28-133

Tenderlokomotiven für Güter- und Nahverkehrszüge Reihen 50 bis 59

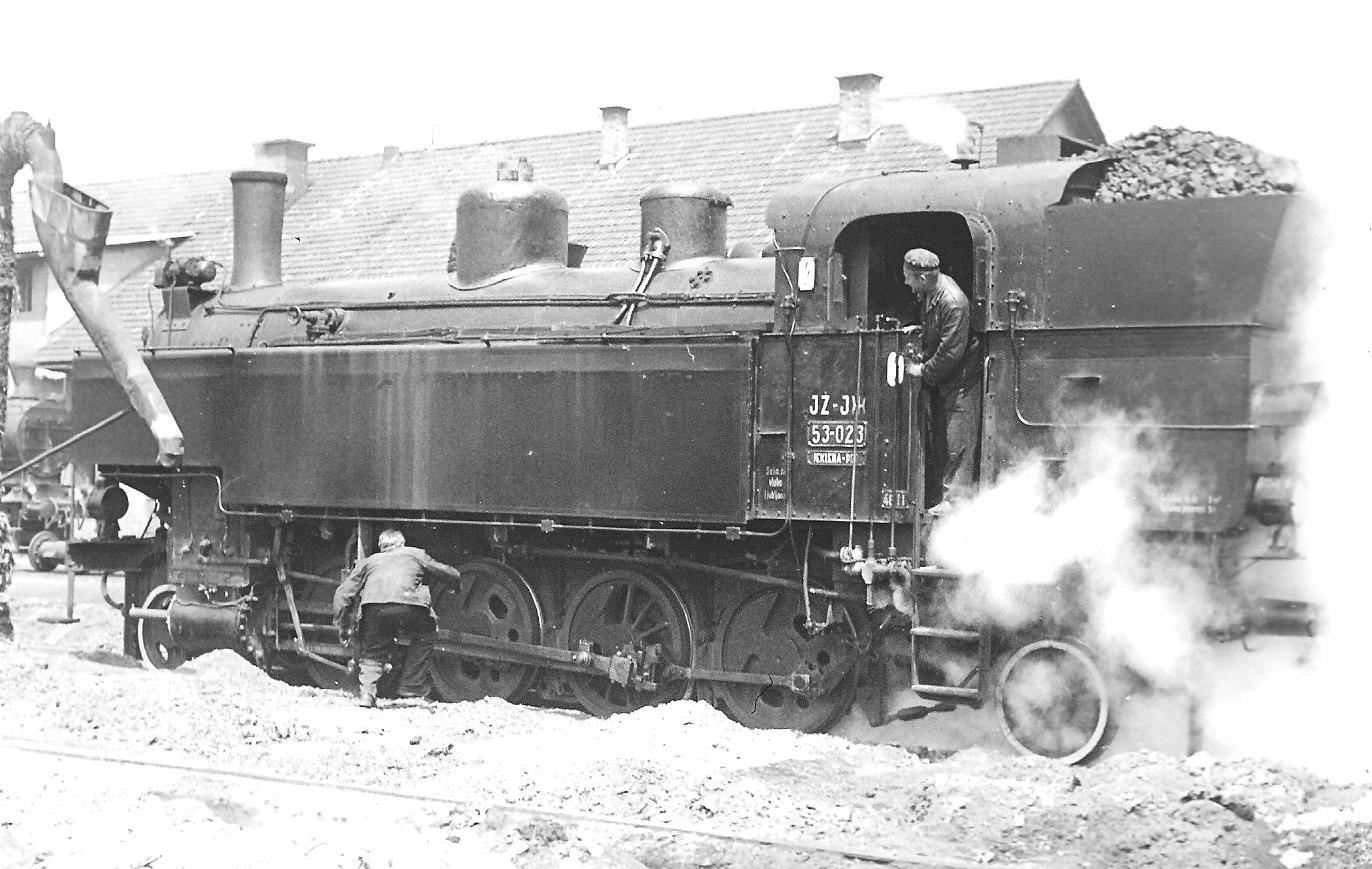
Tenderlokomotive 53-023 der JŽ

- JDŽ 53: Tenderlokomotive der Achsfolge 1’D1’

Rangierlokomotiven Reihen 60 bis 69
- JDŽ 61: Rangierlokomotive der Achsfolge C
- JDŽ 62: Rangierlokomotive der Achsfolge C

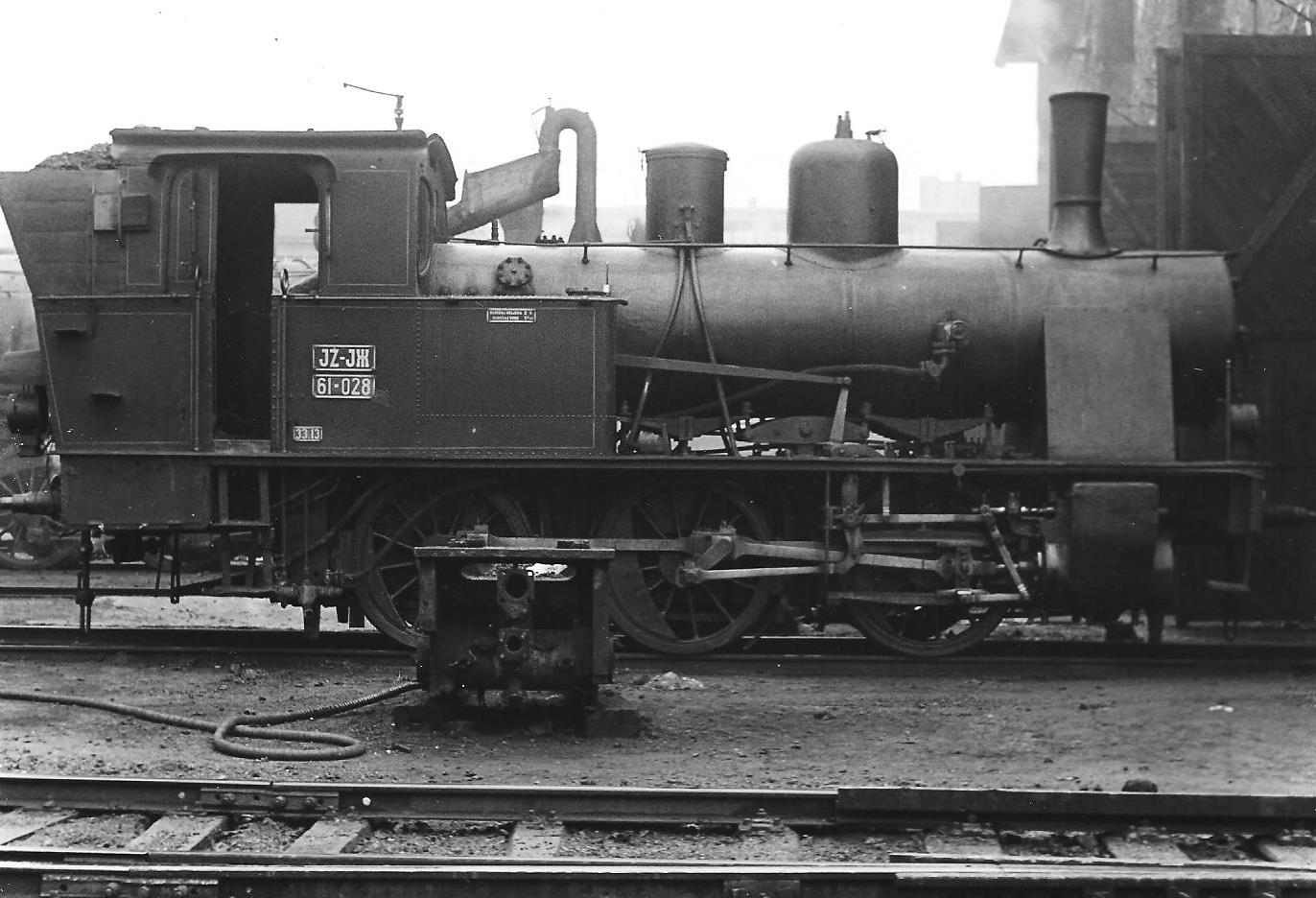
Rangierlokomotive 61-028 in Zagreb
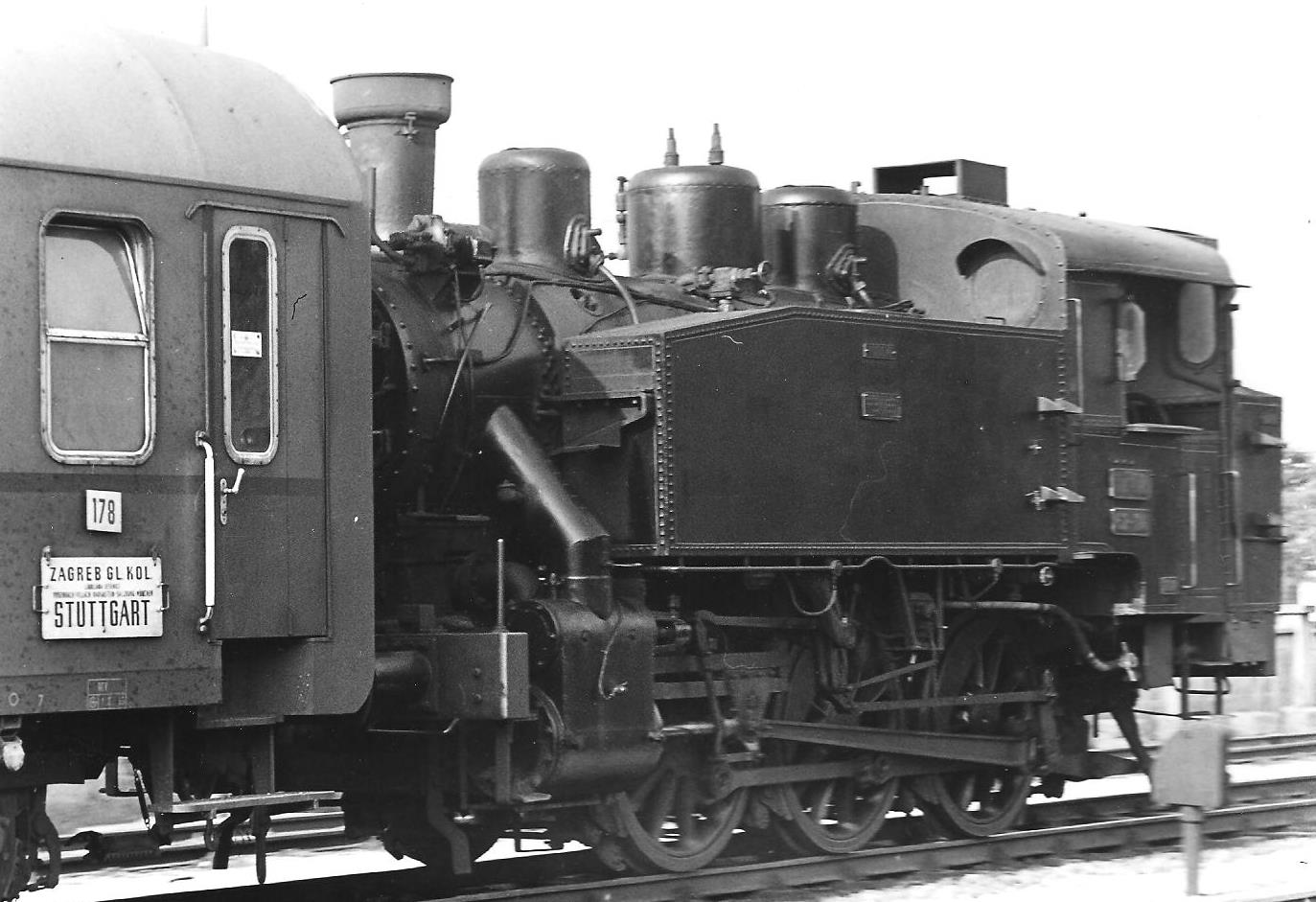
Rangierlokomotive der Reihe 62 in Zagreb

#### Schmalspurlokomotiven
Reihen 70 bis 98 für Spurweite 760 mm
Lokomotiven, die im Jahr 1933 jünger als 25 Jahre waren und mehr als 5 Exemplare im Bestand waren:
- JDŽ 72: Naßdampf–Verbundlokomotiven der Achsfolge C1’
- JDŽ 73: Heißdampflokomotiven der Achsfolge 1'C1' mit zweiachsigen Schlepptender
- JDŽ 82: vierfach gekuppelte Industrielokomotive
- JDŽ 83: Schlepptenderlokomotive der Achsfolge D1' in je einer Ausführung für Nass- und Heißdampf
- JDŽ 85: Weiterentwicklung der Reihe 83 mit Achsfolge 1'D1'
- JDŽ 90: verschiedene Lokomotiven der Bauarten Mallet und Meyer
- JDŽ 91: Naßdampf–Verbundlokomotiven der Bauart Mallet
- JDŽ 92: Heißdampf–Verbundlokomotiven der Bauart Mallet
- JDŽ 97: Stütztenderlokomotiven mit drei Kuppelachsen für Adhäsions- und Zahnradantrieb

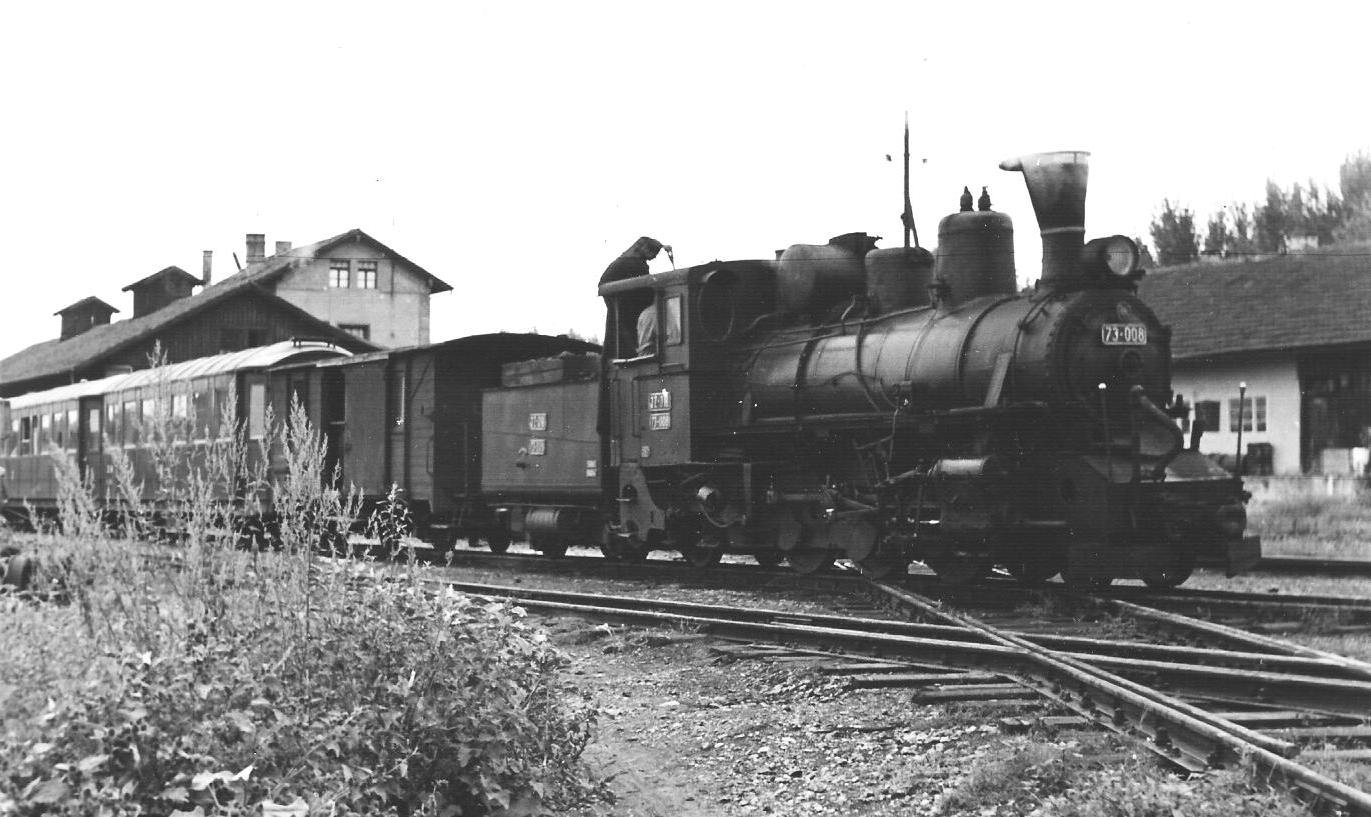
Schmalspurlokomotive 73-008 in Prijedor
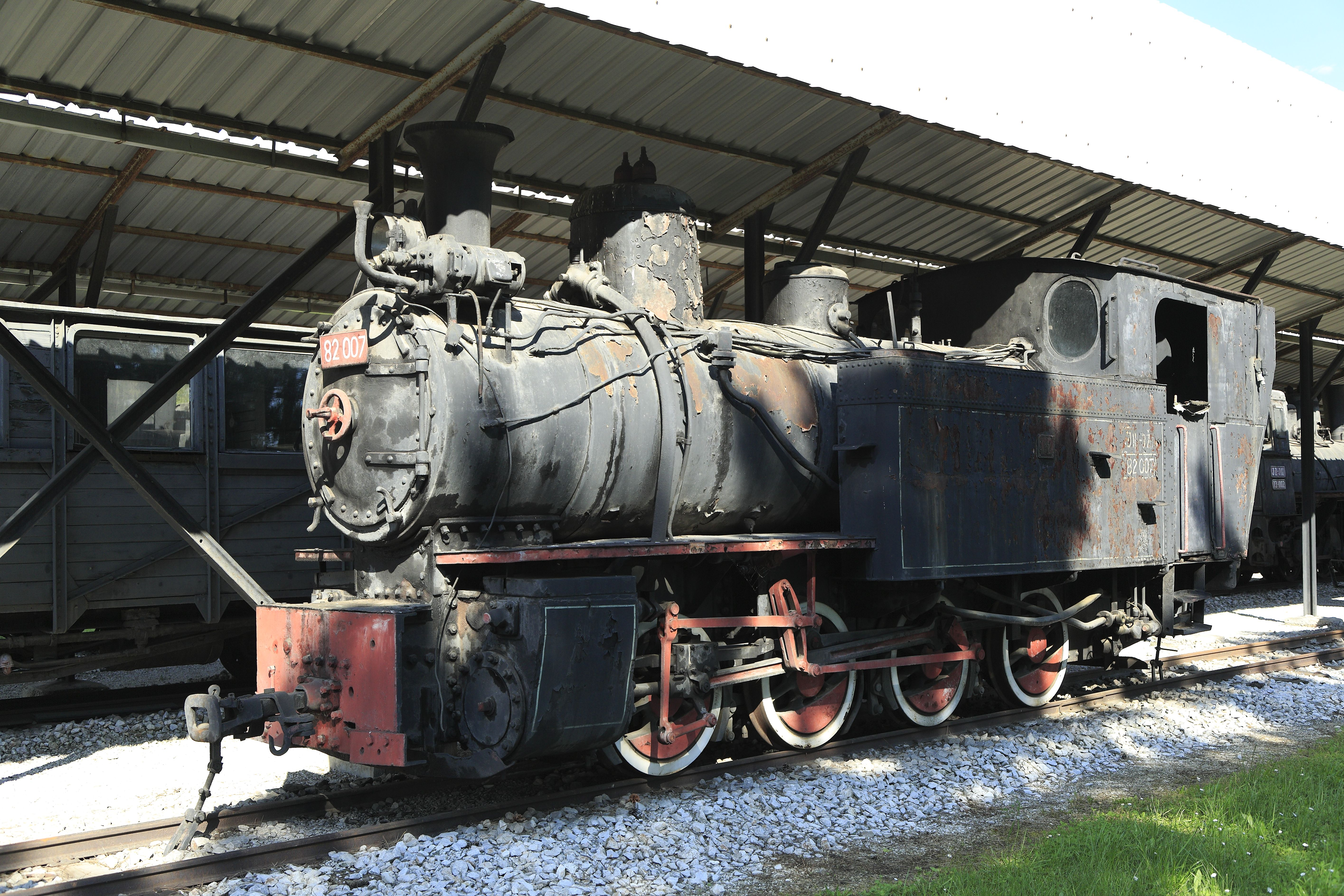
JDŽ 82-007 im Eisenbahnmuseum Požega, Serbien
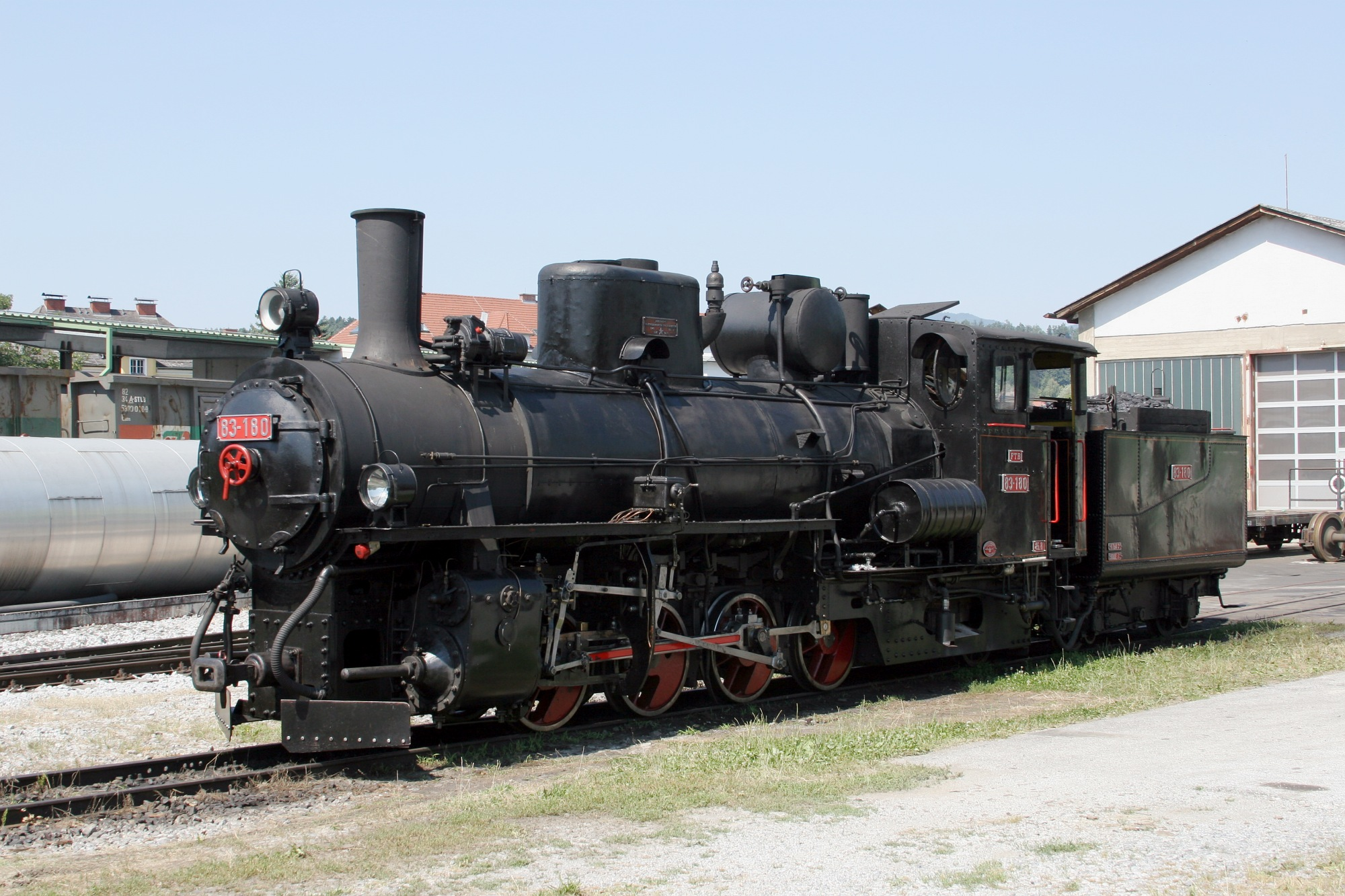
JŽ 83-180, heute als Museumslok bei der Feistritztalbahn
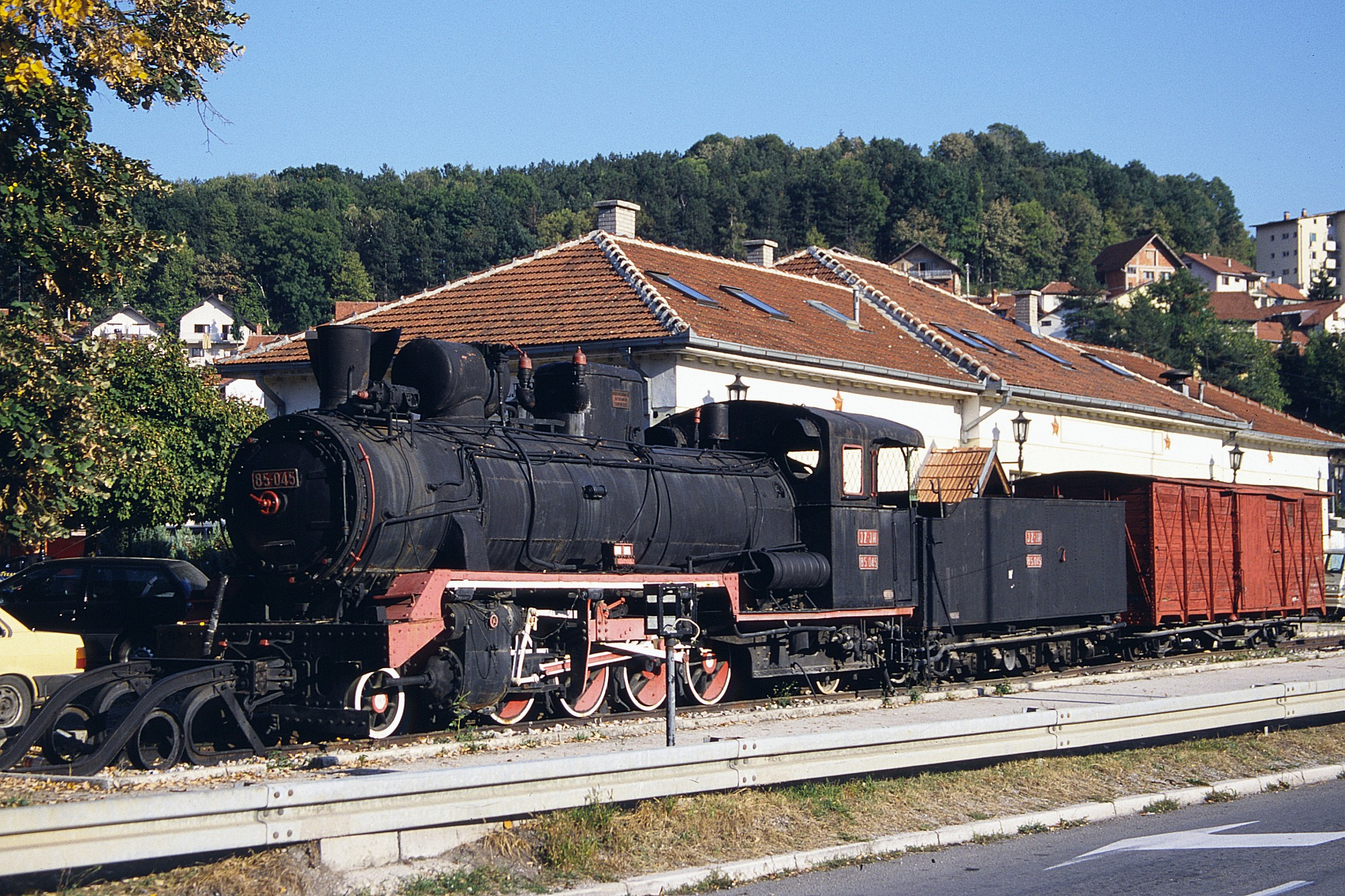
JDŽ 85-045 als Denkmal in Užice, Serbien
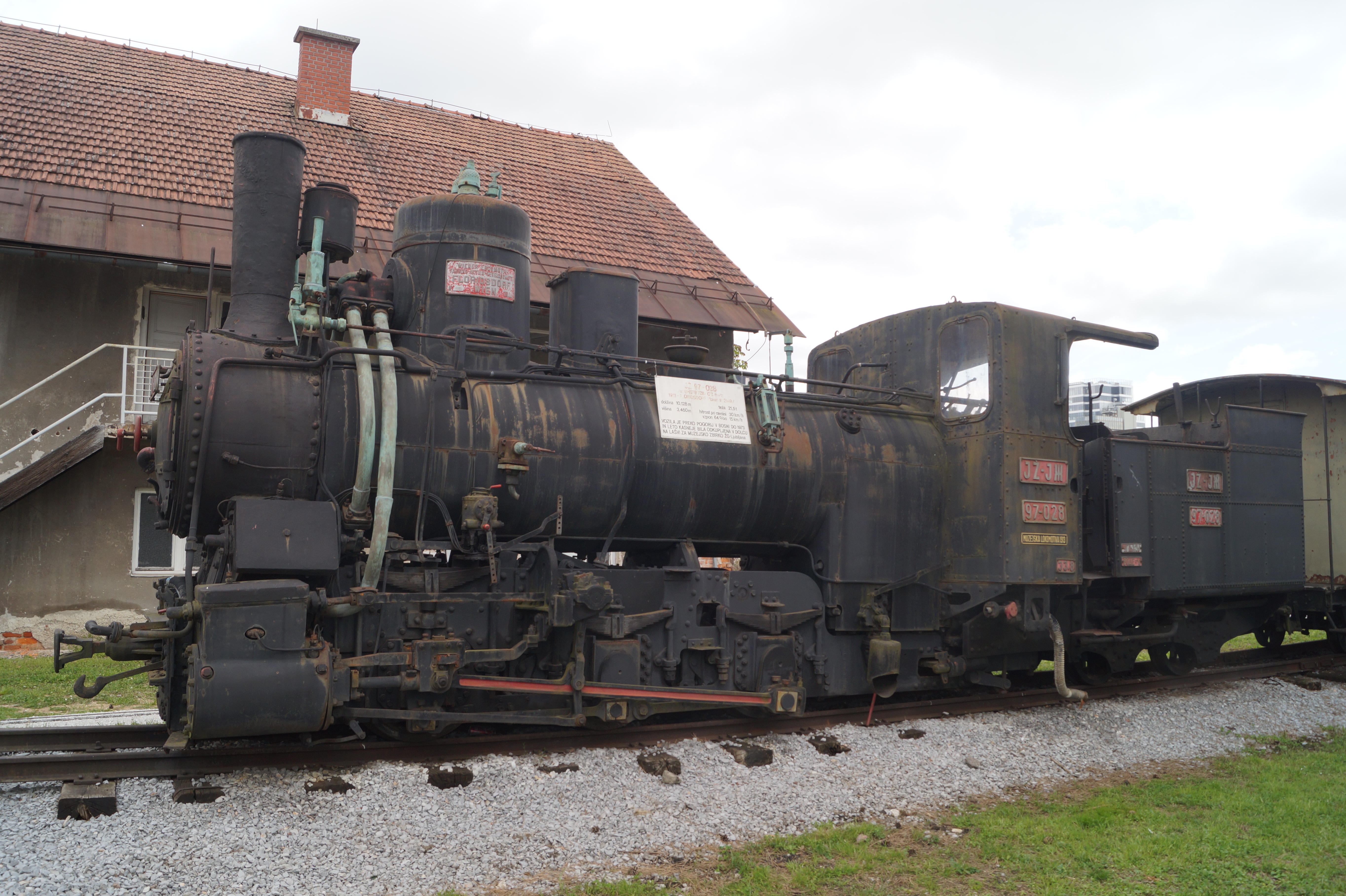
Zahnradlokomotive JŽ 97-028 im Eisenbahnmuseum Ljubljana

Reihen 99.2 bis 99.4 für Spurweite 600 mm
Die Zahl hinter dem Punkt gibt die Anzahl Kuppelachsen an.
Reihen 170 bis 198 für Spurweite 760 mm
Lokomotiven, die im Jahr 1933 älter als 25 Jahre waren oder weniger als 5 Exemplare im Bestand waren:
- JDŽ 173: Zweiachsige Tenderlokomotive, eingesetzt als Doppellokomotiven
- JDŽ 176: Zweiachsige Tenderlokomotive der Achsfolge 1'B
- JDŽ 178: Verbundlokomotive der Achsfolge 1'B1' mit Klose-Lenkachsen und Schlepptender
- JDŽ 183: ursprünglich aus Österreich stammende Tenderlokomotive der Achsfolge C1'
- JDŽ 185: Stütztender-Verbundlokomotive mit drei Kuppelachsen mit 6,5 t Achslast
- JDŽ 186: Stütztender-Verbundlokomotive mit drei Kuppelachsen mit 8 t Achslast
- JDŽ 189: Stütztenderlokomotiven mit drei Kuppelachsen und Klose-Lenkwerk
- JDŽ 191: Stütztenderlokomotive mit fünf Kuppelachsen und Klose-Lenkwerk
- JDŽ 195: Stütztenderlokomotiven mit drei Kuppelachsen für Adhäsions- und Zahnradantrieb
- JDŽ 196: Malletlokomotive für Adhäsions- und Zahnradantrieb

ohne Reihenbezeichnung:
- JDŽ 1932 bis 1937: Schlepptenderlokomotiven mit fünf Kuppelachsen

Siehe auch: Abschnitt Lokomotiven im Artikel Bosnisch-Herzegowinische Staatsbahnen

### Elektrische Triebfahrzeuge

#### Triebfahrzeuge für 3 kV Gleichstrom
Triebwagen und -züge JŽ 310 – 312
- JŽ 310 und 314: Von den Italienischen Staatsbahnen (FS) übernommene Triebwagen FS ALe 883[14]
- JŽ 311: dreiteiliger elektrischer Triebzug von Pafawag, in Polen als Baureihe EN57 bezeichnet
- JŽ 312: Von den FS übernommene Triebwagen FS ALe 880,[14] verkehrten auf der Strecke Ljubljana–Sežana–Rijeka.

Lokomotiven mit vier Antriebsachsen JŽ 341 – 342
| Reihe | Baujahr | Achsfolge | Hersteller | Type                 |
| ----- | ------- | --------- | ---------- | -------------------- |
| 341-0 | 1954    | Bo´Bo´    | Alstom     | ähnlich TCDD 4001-03 |
| 342-0 | 1968    | Bo´Bo´    | ASGEN/OMFP |                      |

Lokomotiven mit sechs Antriebsachsen JŽ 361 – 363

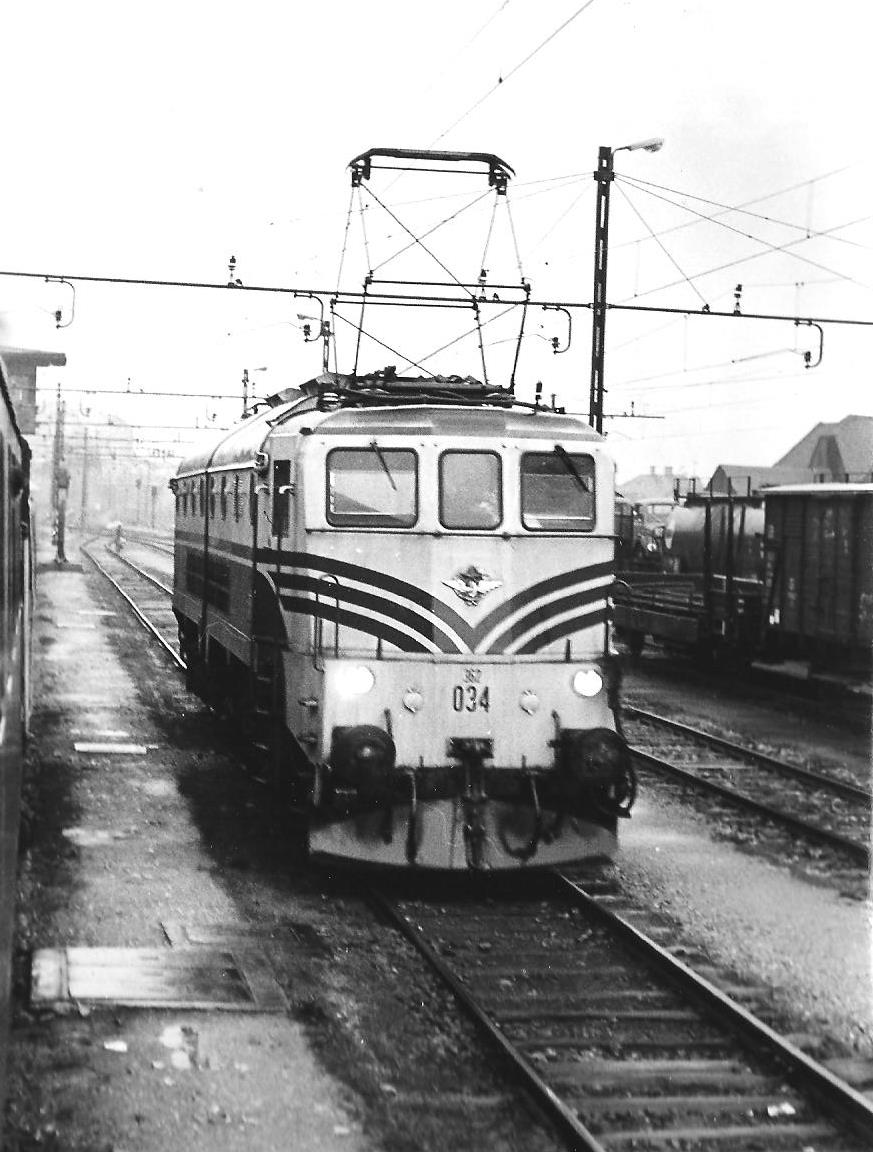
E-Lok JŽ 362

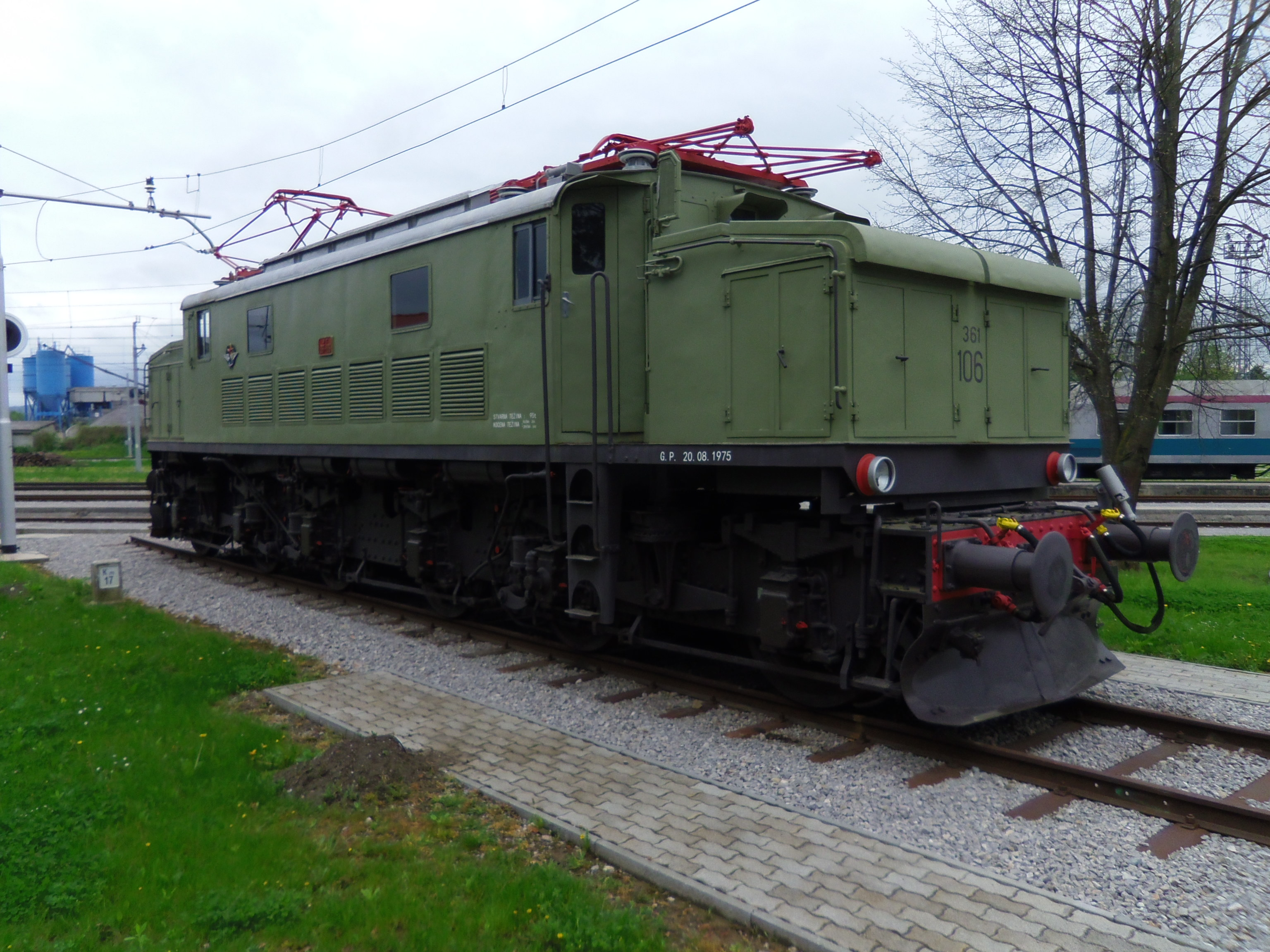
Gleichstromlokomotive JŽ 361

- JŽ 362: 6-achsige Gelenklokomotive italienischer Bauart (Ansaldo, baugleich mit den E.646 der Ferrovie dello Stato). Sie führte Mitte der 1960er Jahre die internationalen Züge auf den schon elektrifizierten Strecken

| Reihe | Baujahr   | Achsfolge | Hersteller   |
| ----- | --------- | --------- | ------------ |
| 361-0 | 1931–1932 | Bo´BoBo´  | diverse      |
| 361-1 | 1931–1932 | Bo´BoBo´  | diverse      |
| 361-2 | 1932      | Bo´BoBo´  | Saronno      |
| 362-0 | 1960–1967 | Bo´Bo´Bo´ | Ansaldo/OMFP |
| 362-1 | 1968      | Bo´Bo´Bo´ | ASGEN/OMFP   |
| 363-0 | 1975–1977 | C'C'      | Alstom       |

#### Triebfahrzeuge für 25 kV Wechselstrom
Triebwagen JŽ 411 – 412

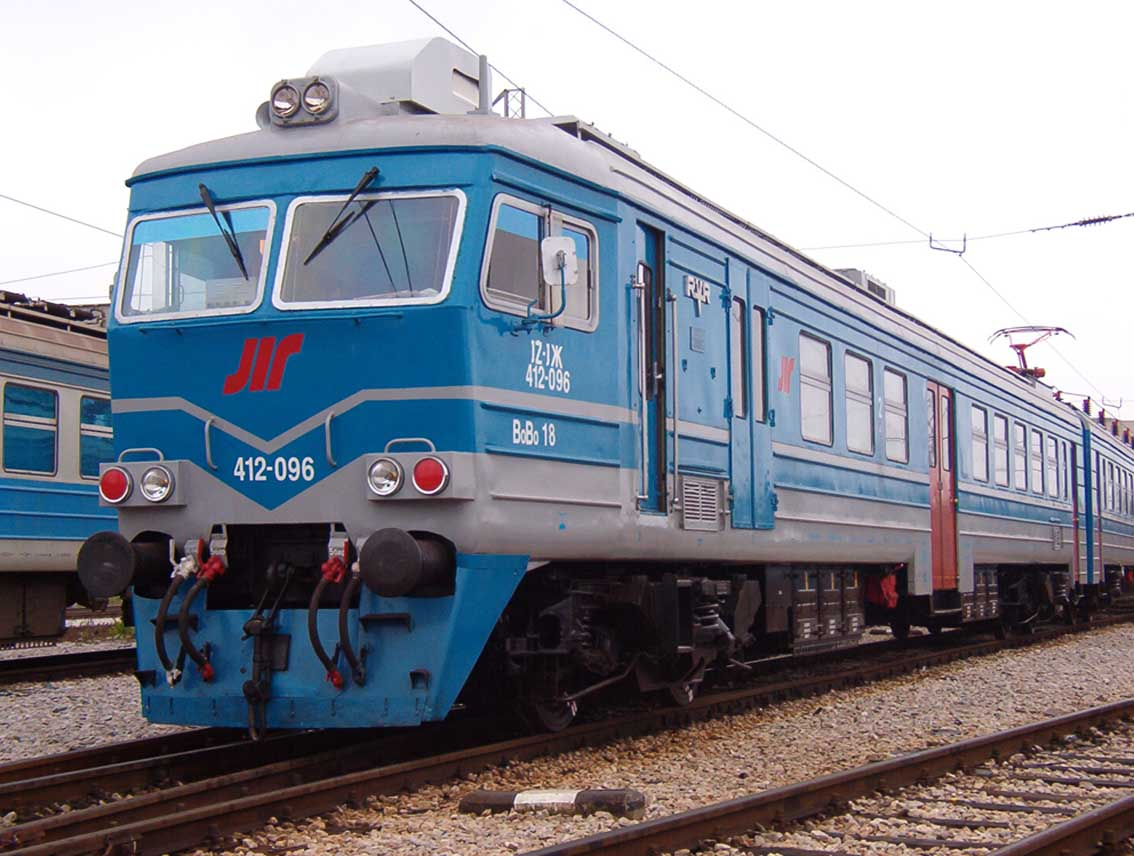
Wechselstrom-Triebwagen JŽ 412

- JŽ 411: Von Ganz in Ungarn im Jahr 1977 gelieferte Triebwagen
- JŽ 412: Triebwagen wie die ER31 der Sowjetischen Eisenbahnen (SŽD), erbaut von der Rigaer Waggonbaufabrik

Lokomotiven mit vier Antriebsachsen JŽ 441 – 442
| Reihe | Baujahr   | Achsfolge | Hersteller  |
| ----- | --------- | --------- | ----------- |
| 441-0 | 1967–1969 | Bo´Bo´    | SGP/TU      |
| 441-0 | 1970      | Bo´Bo´    | Rade Končar |
| 441-3 | 1967–1969 | Bo´Bo´    | SGP/TU      |
| 441-3 | 1970      | Bo´Bo´    | Rade Končar |
| 441-4 | 1967–1969 | Bo´Bo´    | SGP/TU      |
| 441-5 | 1967–1968 | Bo´Bo´    | SGP/TU      |
| 442-0 | 1984–1989 | Bo´Bo´    | Rade Končar |

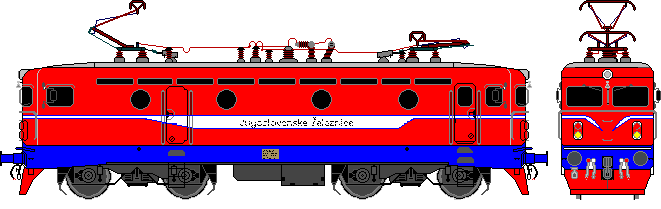
Wechselstrom-Lokomotive JŽ 441

Lokomotiven mit sechs Antriebsachsen JŽ 461
| Reihe | Baujahr | Achsfolge | Hersteller   |
| ----- | ------- | --------- | ------------ |
| 461-5 | 1973    | Co´Co´    | Craiova/ASEA |

Zusammenstellung der Elektrolokomotiven

### Dieseltriebfahrzeuge

#### Triebfahrzeuge mit elektrischer Kraftübertragung
Triebwagen und -züge JŽ 610–611
- JŽ 610: Fünfteiliger Triebzug aus dem Jahr 1972 vom französischen Hersteller Brissonneau et Lotz für den Fernverkehr
- JŽ 611: Triebwagen in Aluminiumbauweise für den Fernverkehr, in Betrieb von 1965 bis 1974[16]

Lokomotiven mit vier Antriebsachsen JŽ 641–645
| Reihe | Baujahr | Achsfolge    | Hersteller          | Type     |
| ----- | ------- | ------------ | ------------------- | -------- |
| 641-0 | 1960    | Bo´Bo´       | MÁVAG               | DVM2-6   |
| 641-0 | 1961    | Bo´Bo´       | MÁVAG               | DVM2-8   |
| 641-1 | 1971    | Bo´Bo´       | MÁVAG               | DVM2-57  |
| 641-2 | 1970    | Bo´Bo´       | MÁVAG               | DVM2-56  |
| 641-2 | 1970    | Bo´Bo´       | MÁVAG               | DVM2-59  |
| 642-0 | 1961–63 | Bo´Bo´       | Đuro Đaković        | DEL 825  |
| 642-1 | 1964    | Bo´Bo´       | Đuro Đaković        | DEL 825G |
| 642-3 | 1968    | Bo´Bo´       | Đuro Đaković        | DEL 825B |
| 643-0 | 1967    | Bo´Bo´       | Brissonneau et Lotz |          |
| 643-1 |         | Bo´Bo´       | Đuro Đaković        |          |
| 644-0 | 1973–74 | (A1A)´(A1A)´ | Macosa              | G22U     |
| 645-0 | 1981    | (A1A)´(A1A)´ | Đuro Đaković        |          |

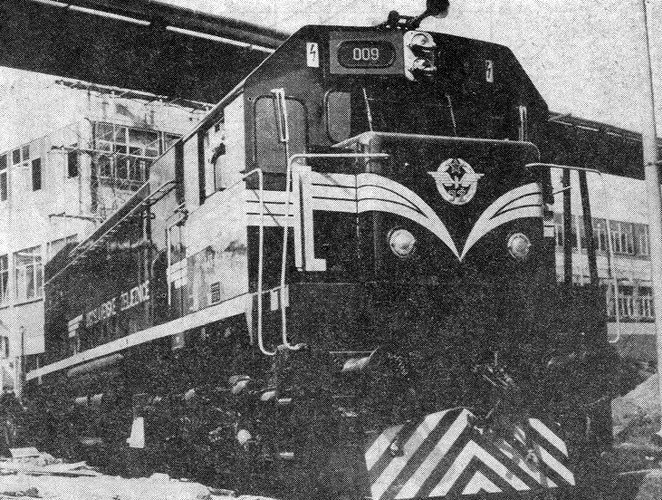
Lokomotive der JŽ 645

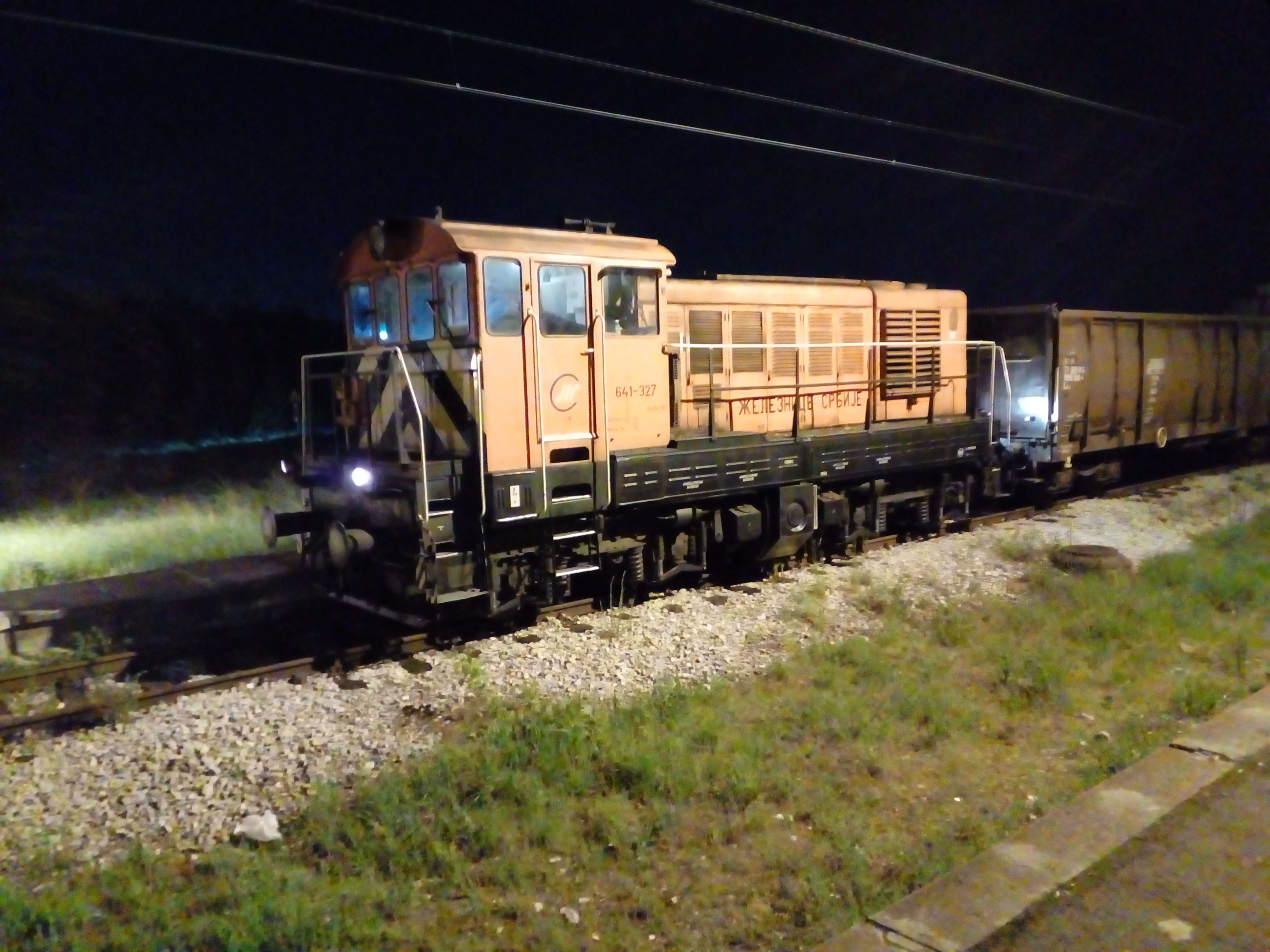
JŽ 641 im Einsatz bei den Serbischen Eisenbahnen (ŽS)

Lokomotiven mit sechs Antriebsachsen JŽ 661–666

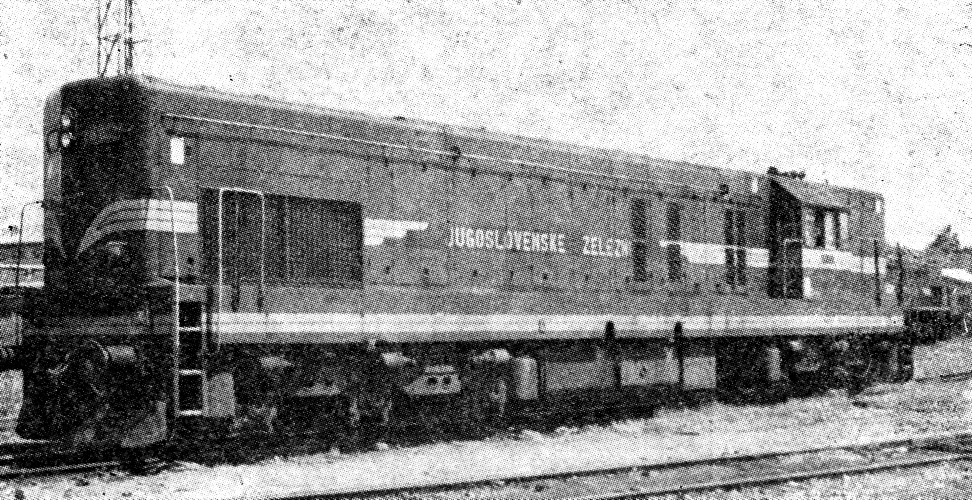
Diesellokomotive JŽ 661 (Typ EMD G16) amerikanischen Ursprungs

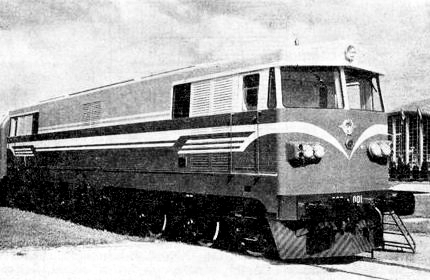
JŽ 662 der JŽ (D 66)

| Reihe | Baujahr | Achsfolge | Hersteller   | Type      |
| ----- | ------- | --------- | ------------ | --------- |
| 661-0 | 1970    | Co´Co´    | EMD          | G16       |
| 661-1 | 1961–63 | Co´Co´    | EMD          | G16       |
| 661-2 | 1964    | Co´Co´    | EMD          | G16       |
| 661-3 | 1967    | Co´Co´    | MLW          |           |
| 662-0 | 1965-69 | Co´Co´    | Đuro Đaković | DEL1650CC |
| 663-0 | 1972    | Co´Co´    | EMD          |           |
| 664-0 | 1973–80 | Co´Co´    | EMD          | G26       |
| 664-1 | 1984–85 | Co´Co´    | GM, ĐĐ       | G26       |
| 665-0 | 1972    | Co´Co´    | MLW          | MX 626    |
| 666-0 | 1978    | EMD       |              |           |

#### Triebfahrzeuge mit hydraulischer Kraftübertragung
Triebwagen und -züge JŽ 711 – 713 und MOT 410

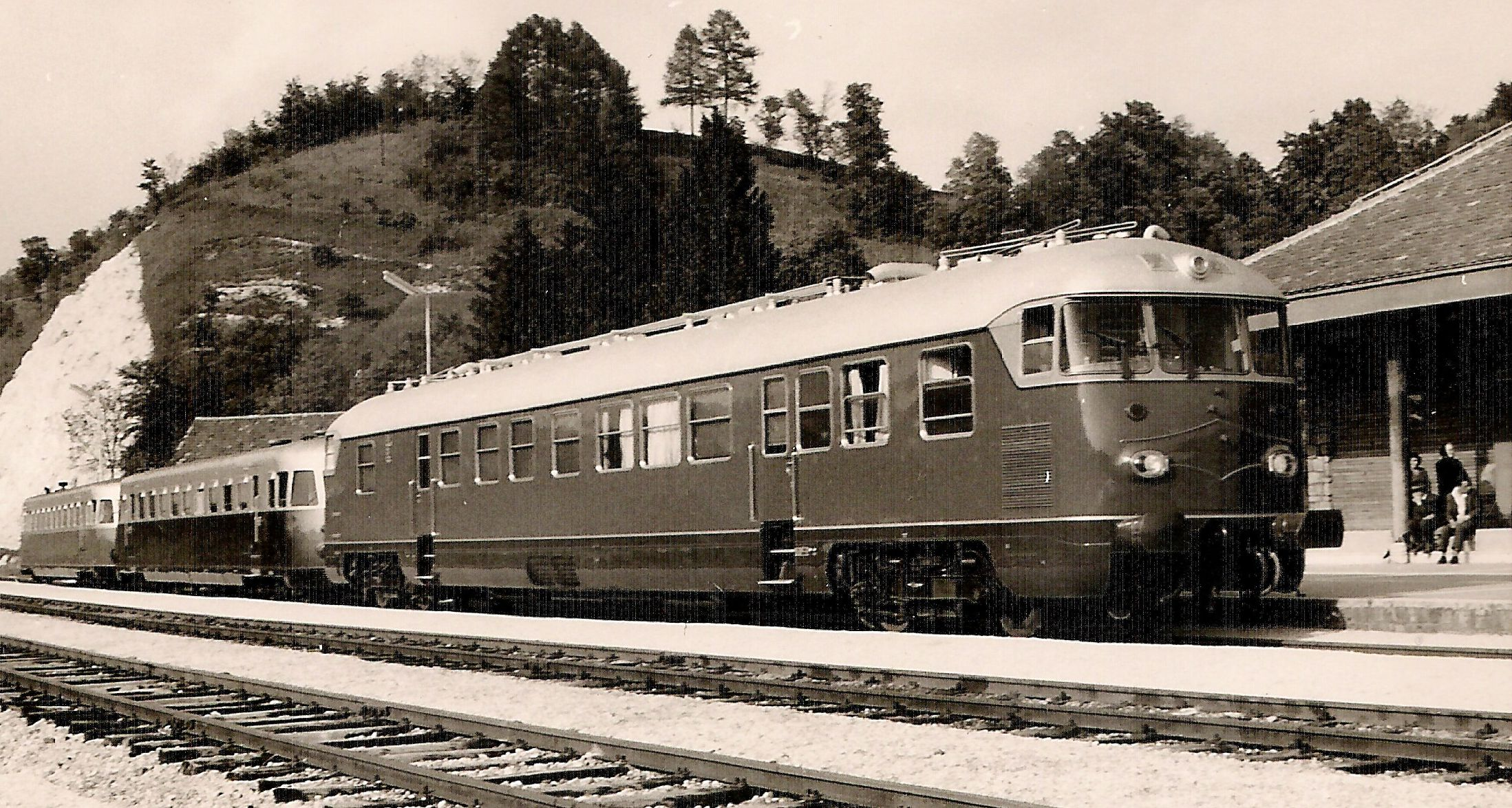
Salontriebwagen MOT 410 für Staatspräsidenten Josip Broz Tito zusammen mit zwei Salonwagen

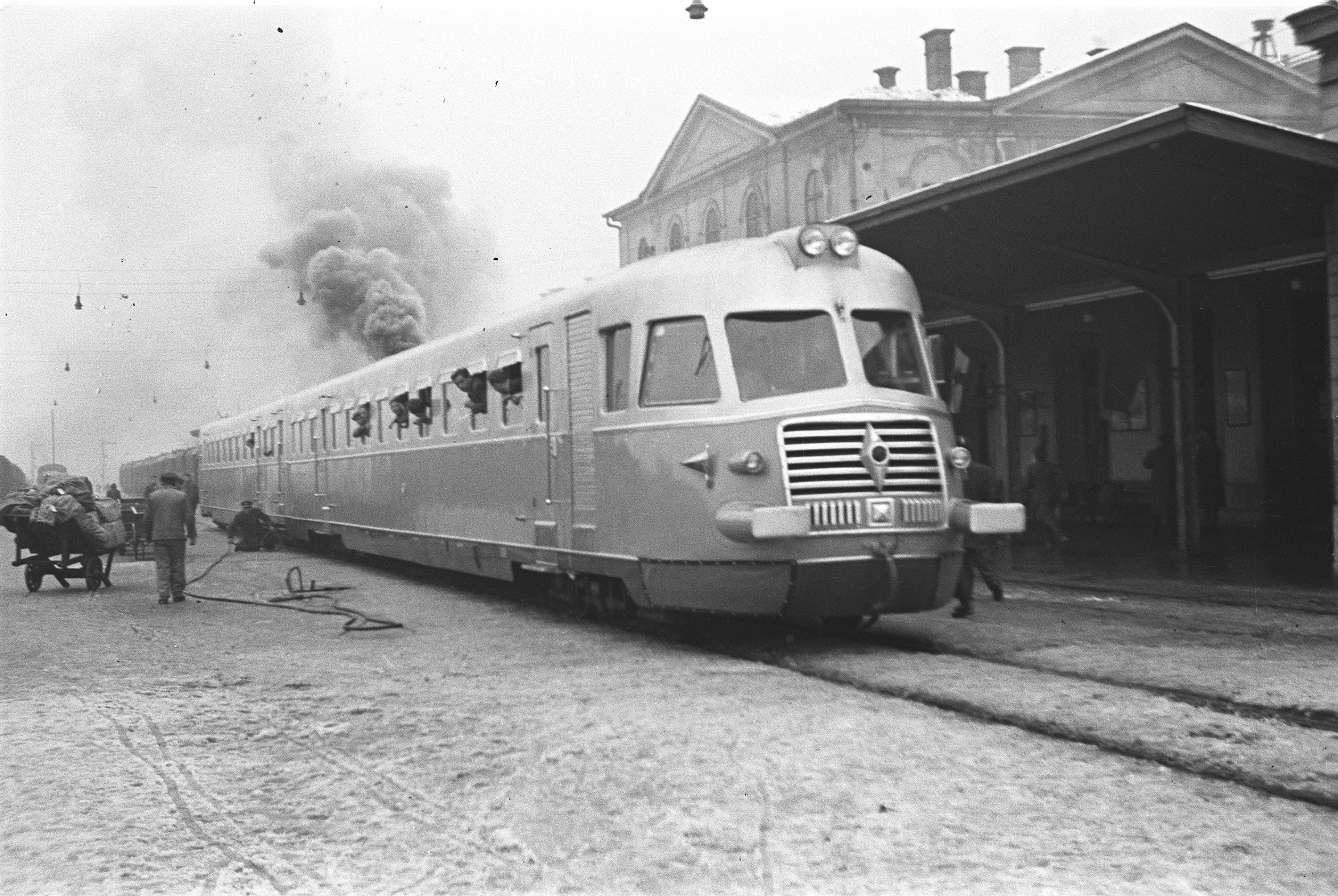
Triebzug JŽ 713 im Jahr 1957

- JŽ 711: Zweiteiliger Triebzug aus dem Jahr 1970, abgeleitet von der deutschen Baureihe 624
- JŽ 712: Zweiteiliger Triebzug von Đuro Đaković
- JŽ 713: Zweiteiliger Triebzug JŽ 713, zusätzlich einteiliger 713 1, früher  ALn 772 der Italienischen Staatsbahnen (FS)
- JŽ MOT 410: Exklusiv eingerichteter Salontriebwagen von Wegmann

Lokomotiven mit zwei Antriebsachsen JŽ 721
| Reihe | Baujahr | Achsfolge | Hersteller | Bemerkung                    |
| ----- | ------- | --------- | ---------- | ---------------------------- |
| 721-0 |         | B         |            | JŽ-Nummernschema für Werklok |

Lokomotiven mit drei Antriebsachsen JŽ 731 – 734
| Reihe | Baujahr   | Achsfolge | Hersteller | Type       |
| ----- | --------- | --------- | ---------- | ---------- |
| 731-0 | 1958–1961 | C         | Jenbach ĐĐ | DH400 C42  |
| 731-1 | 1963–1965 | C         | ĐĐ         | DHL400 CS  |
| 732-0 | 1964      | C         | Jenbach ĐĐ | DH600 C48  |
| 732-1 | 1969      | C         | ĐĐ         | DHL600 C44 |
| 733-0 | 1968      | C         | ĐĐ         | DHL600 CP  |
| 734-0 | 1958–1961 | C         | MIN        | DHL400 C42 |

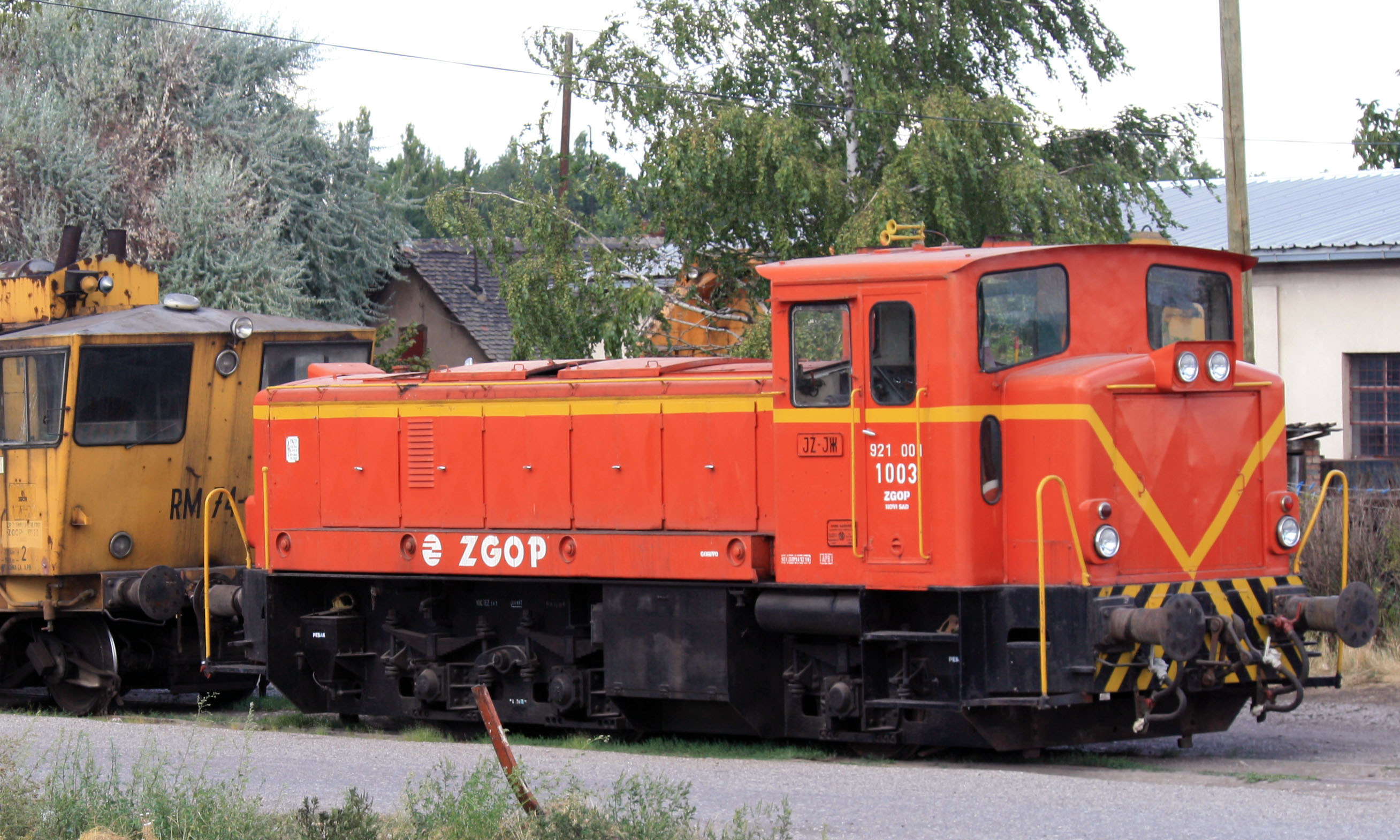
Diesellokomotive JŽ 732

Lokomotiven mit vier Antriebsachsen JŽ 740 – 742
| Reihe | Baujahr | Achsfolge | Hersteller | Type        |
| ----- | ------- | --------- | ---------- | ----------- |
| 740-0 | 1968    | B´B´      | ĐĐ         | DHL600 BB   |
| 740-1 | 1970    | B´B´      | ĐĐ         | DHL600 BBGP |
| 741-0 | 1966    | B´B´      | MIN        | DHL1500     |
| 742-0 | 1971    | B´B´      | MIN        | DHL1650     |

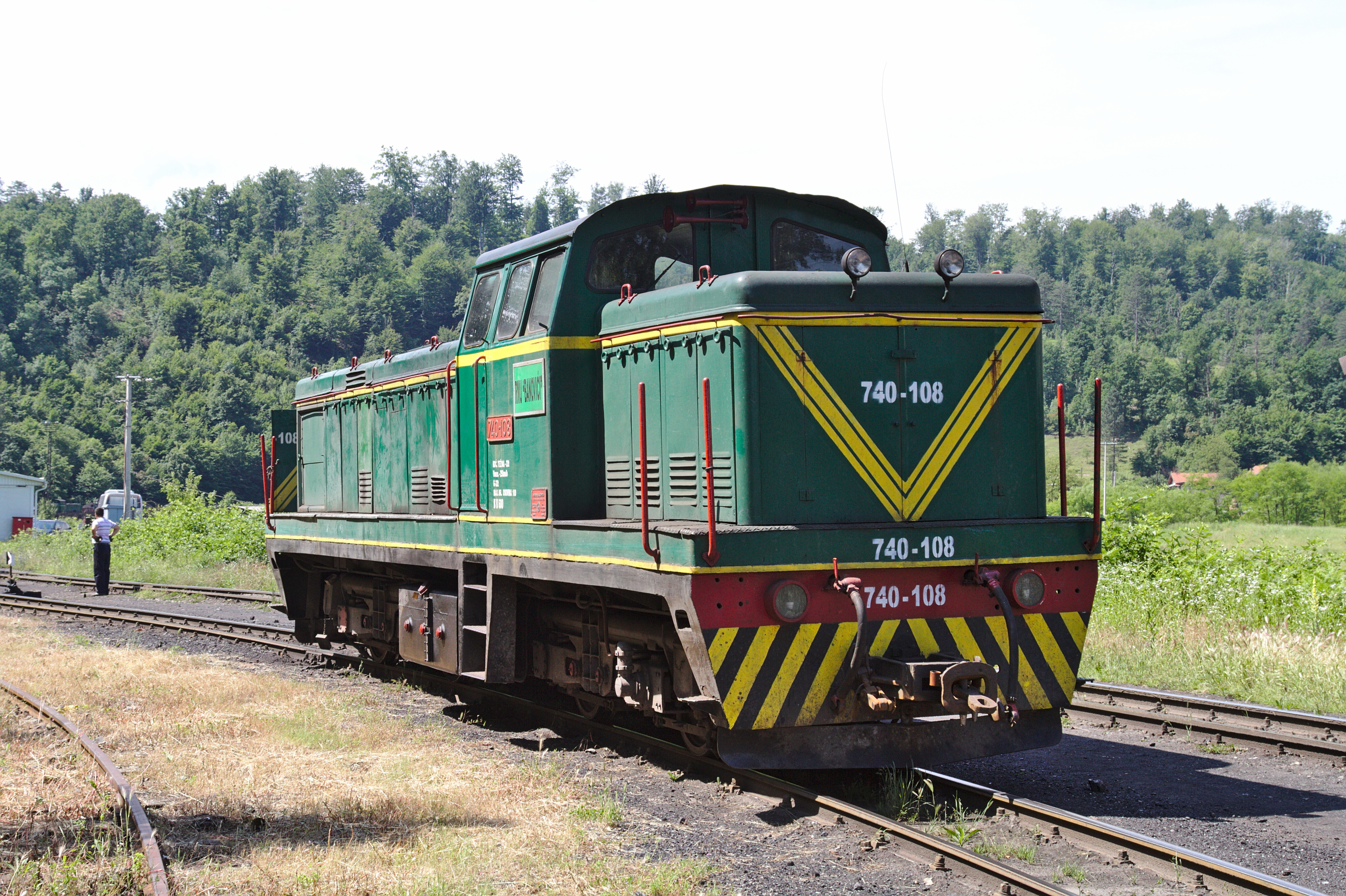
Diesellokomotive JŽ 740 für die mit 760 mm Spurweite betriebenen Schmalspurbahnen

Lokomotiven mit sechs Antriebsachsen JŽ 761

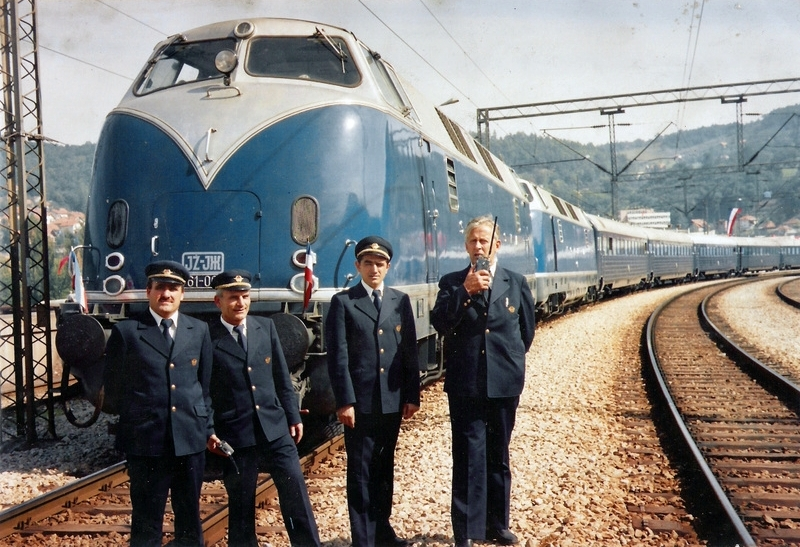
Die Lokomotiven der JŽ 761-0 wurden lange Zeit vor dem Regierungssonderzug Plavi voz des Staatspräsidenten Josip Broz Tito eingesetzt.

| Reihe | Baujahr | Achsfolge | Hersteller | Type       |
| ----- | ------- | --------- | ---------- | ---------- |
| 761-0 | 1957    | C´C´      | KM         | DML180 N26 |

#### Triebfahrzeuge mit mechanischer Kraftübertragung
Schmalspurtriebwagen
| Reihe | Baujahr | Achsfolge      | Hersteller     | Type               | Spurweite |
| ----- | ------- | -------------- | -------------- | ------------------ | --------- |
| 801   | 1938–39 | B'B'+2'2'+B'B' | Ganz, Sl. Brod | Ganz VI JaR170/240 | 760 mm    |
| 802-0 | 1963–69 | 2’B’+B’2’      | ĐĐ             | Fiat 221.H.0710    | 760 mm    |
| 802-5 | 1963–69 | 2’B’+B’2’      | ĐĐ             | Fiat 221.H.0710    | 760 mm    |

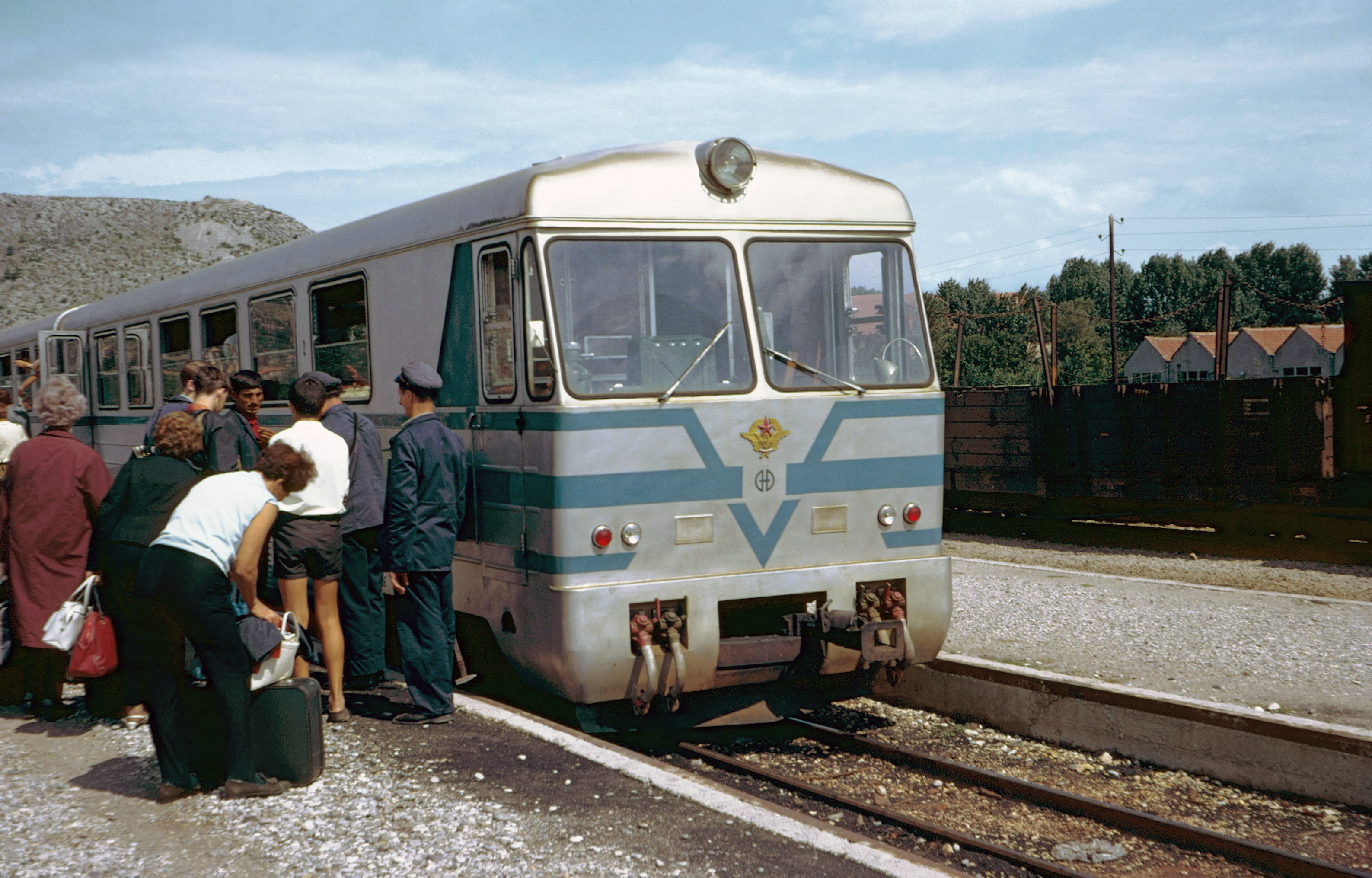
Zweiteiliger Triebzug JŽ 802 in Čapljina

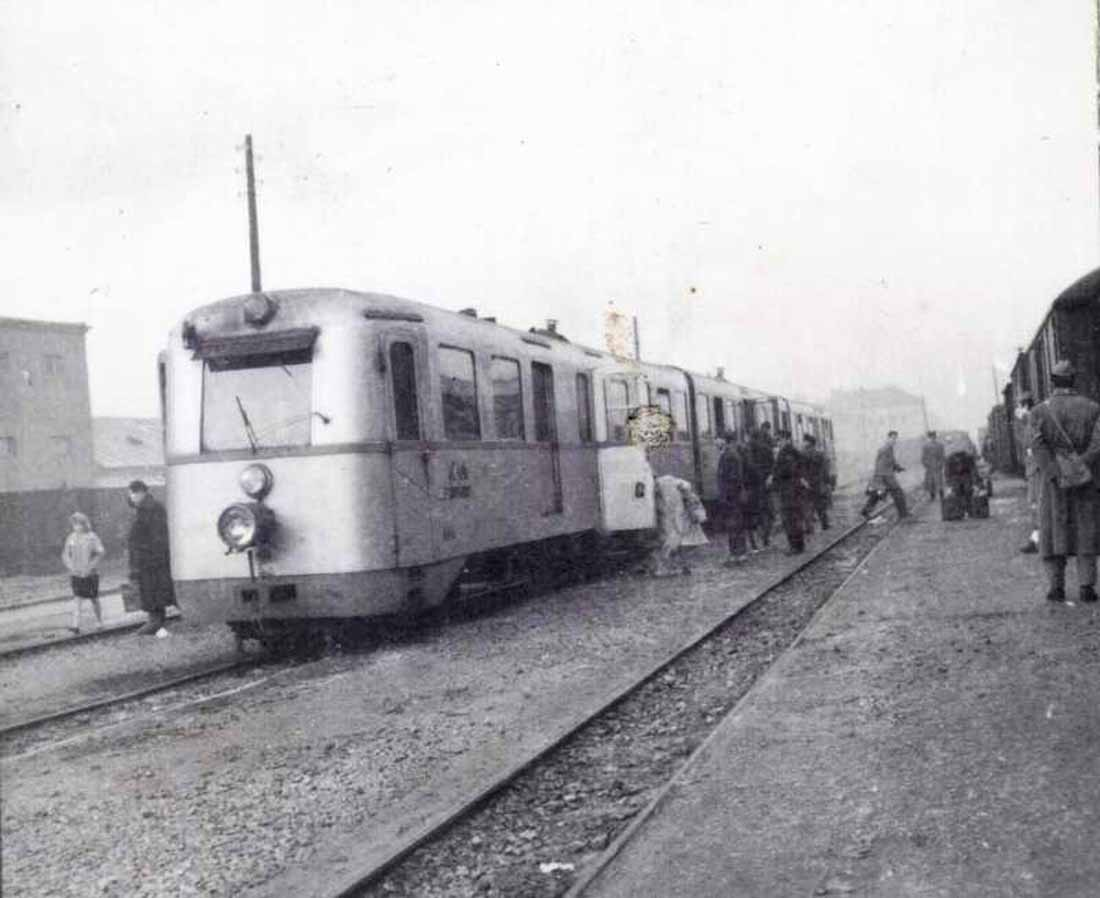
Schmalspur-Triebzug JŽ 801 in Sarajevo

Lokomotiven mit zwei Antriebsachsen JŽ 821
| Reihe | Baujahr | Achsfolge | Hersteller | Type       | Spurweite |
| ----- | ------- | --------- | ---------- | ---------- | --------- |
| 821-0 | 1965    | B         | ĐĐ         | DML180 N26 | 1435 mm   |

Lokomotiven mit drei Antriebsachsen JŽ 830
| Reihe | Baujahr | Achsfolge | Hersteller | Type       | Spurweite |
| ----- | ------- | --------- | ---------- | ---------- | --------- |
| 830-0 | 1964    | C         | ĐĐ         | DML120 U/C | 600 mm    |